# Ascain
Vous lisez un « bon article » labellisé en 2014.
Ascain est une commune française située dans le département des Pyrénées-Atlantiques en région Nouvelle-Aquitaine.
Frontalière avec l’Espagne au sommet de la Rhune, dernier sommet pyrénéen, situé à six kilomètres de la côte atlantique, elle est arrosée par la Nivelle, fleuve côtier qui a sa source en Navarre (Espagne) et traverse le Pays basque français, notamment la province basque traditionnelle du Labourd (capitale : Bayonne), dont fait partie la commune.
Des vestiges sur les pentes de la Rhune datent de la période protohistorique. L'époque moderne connaît des vicissitudes : en 1609, la mission de chasse aux sorcières du conseiller au Parlement de Bordeaux Pierre de Rosteguy de Lancre ; une occupation espagnole pendant la guerre de Trente Ans, en 1636-1637 ; en 1656, une guerre locale est menée par Martin de Chourio contre Jean d'Arcangues, procureur du roi.
L'époque contemporaine est marquée par la déportation d'une partie des habitants en 1794, pendant la Terreur. En 1813, des combats meurtriers ont lieu autour d'Ascain, lorsque Wellington, venant d'Espagne, envahit la France par la Rhune. Durant la Seconde Guerre mondiale, le village se distingue par sa participation active aux évasions clandestines vers l'Espagne.
Localité à l'origine agricole, aujourd'hui peuplée de 4 561 habitants pour une superficie de 1 927 hectares, Ascain se développe principalement grâce au tourisme et aux activités de services. Elle conserve une activité autrefois renommée d'extraction et de travail de la pierre.
Plusieurs personnalités sont issues d'Ascain ou y ont vécu, notamment l'écrivain Pierre Loti qui y a écrit son roman Ramuntcho et l'homme politique Jacques Chaban-Delmas qui y est enterré. Ascain a aussi une importante équipe de pelote basque

## Géographie

### Localisation
Ascain est située à l'extrême sud-ouest du territoire de la République française. Elle est frontalière au sud avec l’Espagne, mais seulement sur un point situé à peu de distance du sommet de la Rhune (905 mètres), qu'elle partage avec les communes françaises de Sare et d’Urrugne, et avec la commune espagnole de Bera (comarque navarraise de Cinco Villas).
La commune est située à six kilomètres du littoral au niveau de Saint-Jean-de-Luz, à 10 km au nord-est de la ville frontalière d'Hendaye et à 25 km au sud de Bayonne. En ce qui concerne le chef-lieu du département, Pau, la distance est de l'ordre de 130 km (par autoroute).
Selon la classification de l'INSEE, elle fait partie de l’unité urbaine de Bayonne (30 communes). Ascain est donc, du point de vue de l'INSEE, une commune urbaine de la banlieue de la ville-centre que forment les communes de Bayonne et d'Anglet. Ascain fait partie de l'Aire d'attraction de Ciboure.

### Communes limitrophes
| \| Ciboure \| Saint-Jean-de-Luz \| \| \| Urrugne \| Ascain \| Saint-Pée-sur-Nivelle \| \| \| Bera (Espagne) (par un quadripoint) \| Sare \| | Les limites communales de Ascain et celles de ses communes adjacentes. |                       |
| Ciboure | Saint-Jean-de-Luz                                                      |                       |
| Urrugne | Ascain                                                                 | Saint-Pée-sur-Nivelle |
| | Bera (Espagne) (par un quadripoint)                                    | Sare                  |

### Géologie et histoire géologique

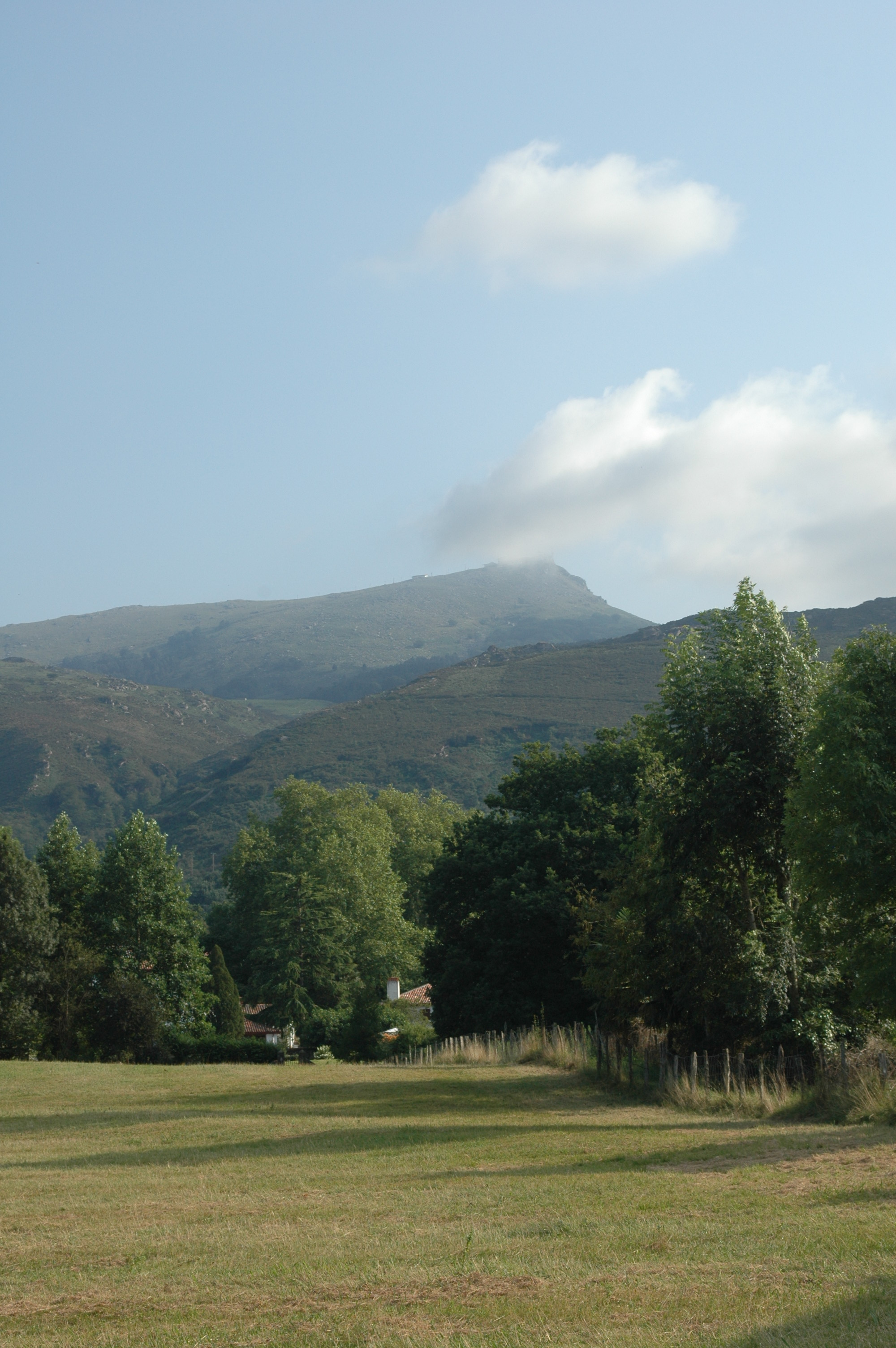
Vue sur la Rhune depuis le village.

La commune est située aux pieds de la Rhune, partie extrême-occidentale de la chaîne des Pyrénées, qui date de la fin du Paléozoïque (entre 285 et 225 millions d’années). Au dépôt des argiles de base s’ajoutent au Mésozoïque (entre 225 et 190 millions d’années) ceux de poudingue, amalgame de galets de quartzite soudés entre eux par un ciment gréseux, de grès et de basalte. Il y a 200 millions d’années, en effet, la divergence de la plaque ibérique du reste de l’Europe provoque la naissance d'une vallée volcanique. L’affleurement de basalte le plus important se trouvant au sommet de la Rhune, alors que les autres, de moindre conséquence se dispersent dans un rayon de 20 km, il semble probable que le cratère principal corresponde à l’actuel sommet. Des sédiments rouges, résultant du climat semi-aride régnant alors, s’accumulent également. La semi-aridité du climat est confirmée par la présence, quoique éparse, de fossiles,. À la fin de l’ère secondaire, entre 135 et 65 millions d’années, des plissements disloquent les couches de sédiments à plusieurs reprises, provoquant les reliefs connus aujourd’hui. La Rhune nous apparaît en effet comme un vaste anticlinal, accumulation de couches montrant une convexité vers le haut, résultat de poussées latérales orientées du sud au nord.

### Relief
L'altitude varie entre 5 et 883 mètres. Le point culminant se trouve sur la Rhune, mais deux autres sommets sont à signaler, le Biscarzun (185 mètres) à l’est du bourg, et l’Esnaur (273 mètres) au sud-est.
Le village-centre se trouve à une altitude moyenne de 30 mètres.

### Hydrographie

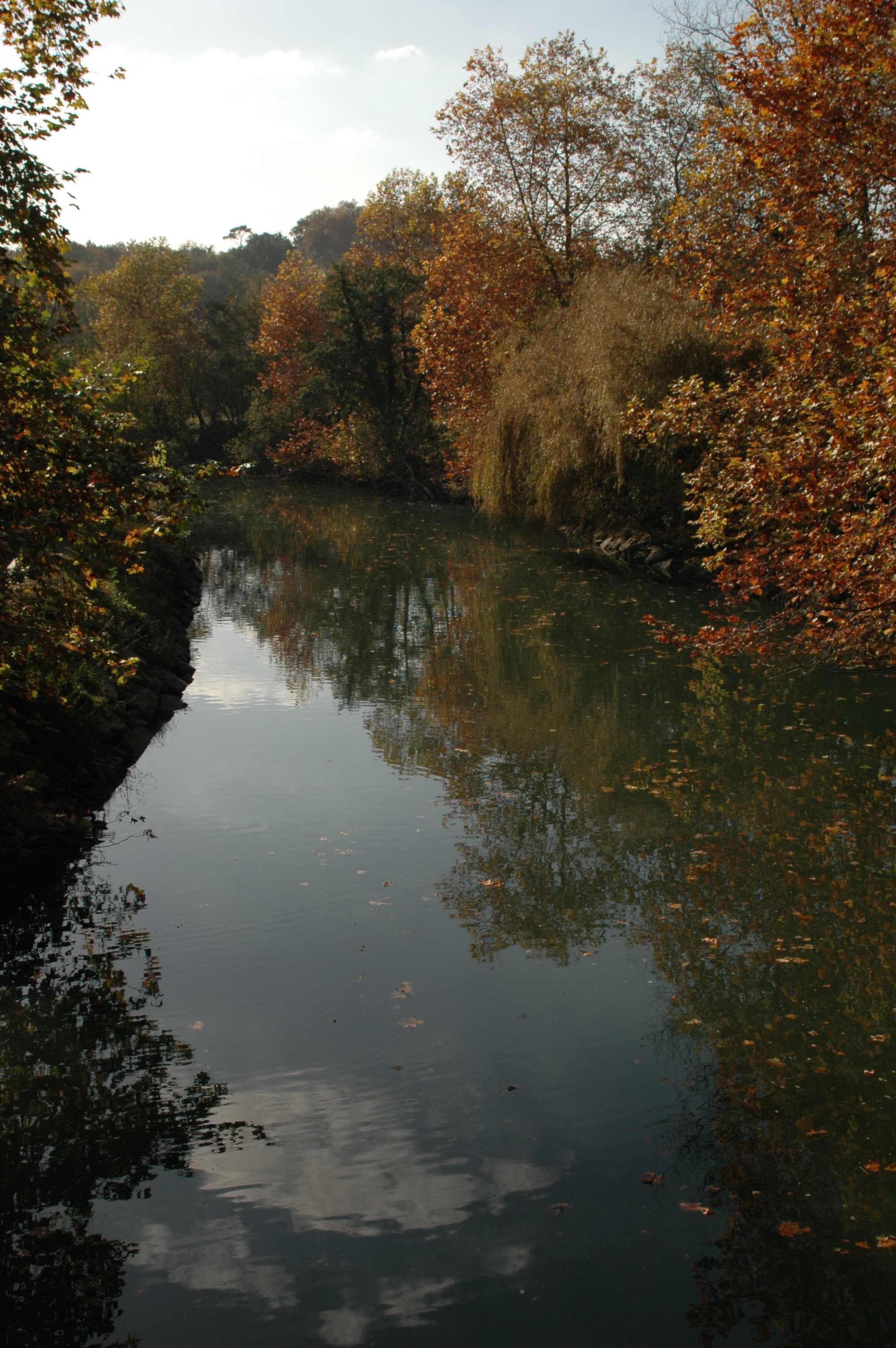
Couleurs d'automne sur la Nivelle à Ascain.

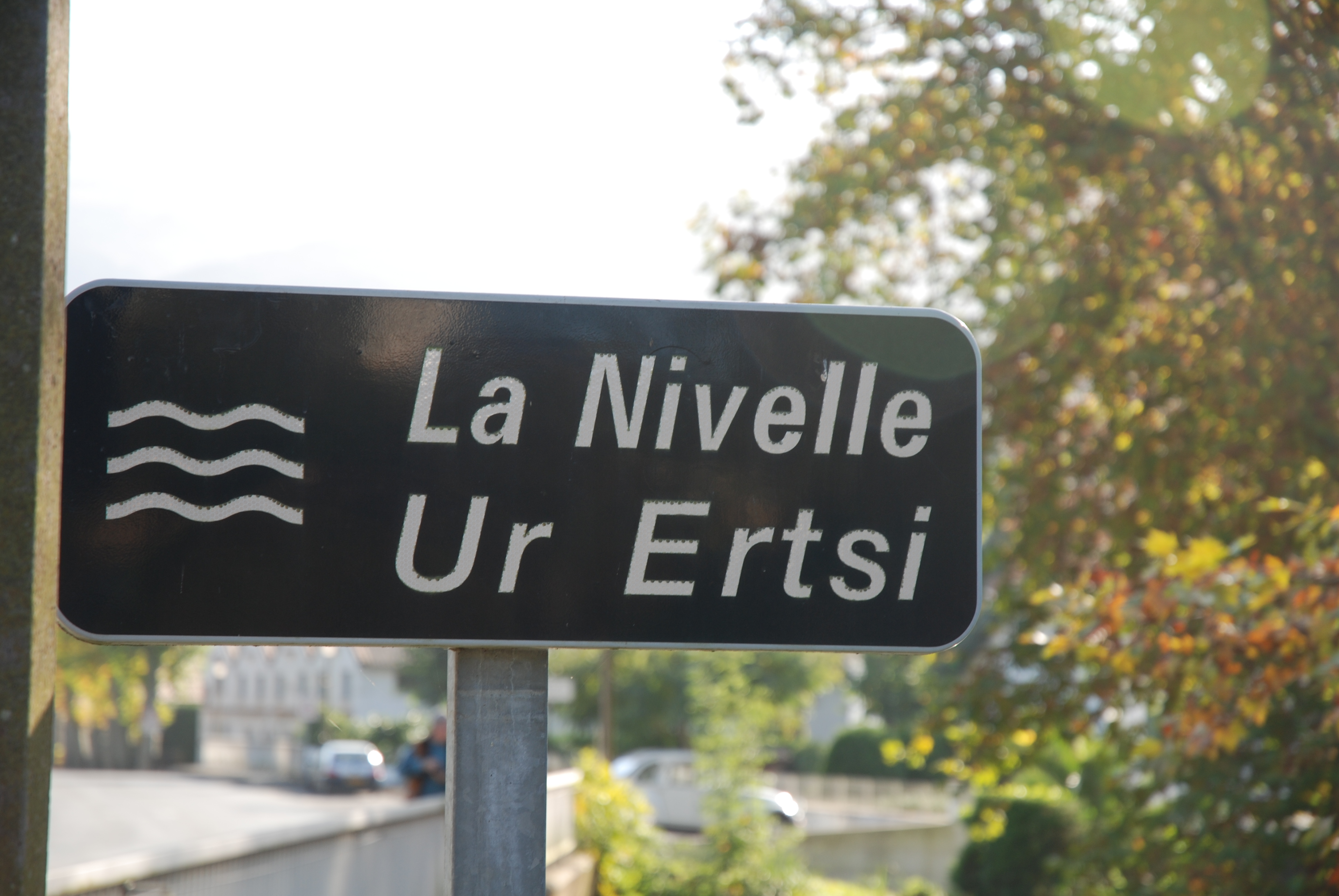
Panneau bilingue à Ascain.

La limite nord de la commune correspond au cours de l’Etxeberriko erreka, un affluent droit de la Nivelle.
Le territoire communal, situé dans le bassin versant de la Nivelle, est arrosé par la Nivelle elle-même et par plusieurs affluents, les ruisseaux d’Ibardin, d’Arraio, d’Etxeberri et de Galardi ainsi que par le ruisseau des Trois fontaines, tributaire du Galardi. La Nivelle est un fleuve de 45 km qui prend sa source en Espagne et qui, après 39 km de cours parfois tumultueux en France, se jette dans le golfe de Gascogne, dans la baie de Saint-Jean-de-Luz. Elle est enregistrée Site d’intérêt communautaire par le réseau Natura 2000 depuis le 7 novembre 2013 sous l’intitulé « La Nivelle (estuaire, barthes et cours d'eau) ».
Ascain présente la particularité d'être située très en aval sur le fleuve, donc en contact avec deux environnements concernés par la protection. Le pont romain qui enjambe la Nivelle marque la limite entre la fin du cours estuarien, qui relève du domaine maritime public, et le début du cours fluvial. 
Les marées sont perceptibles au niveau de la localité, entraînant des prescriptions techniques particulières lors des travaux effectués sur les berges du fleuve.

### Climat
Pour des articles plus généraux, voir Climat de la Nouvelle-Aquitaine et Climat des Pyrénées-Atlantiques.
Historiquement, la commune est exposée à un micro climat océanique basque.  
En 2020, Météo-France publie une typologie des climats de la France métropolitaine dans laquelle la commune est exposée à un climat de montagne et est dans la région climatique Pyrénées atlantiques, caractérisée par une pluviométrie élevée (>1 200 mm/an) en toutes saisons, des hivers très doux (7,5 °C en plaine) et des vents faibles.
Pour la période 1971-2000, la température annuelle moyenne est de 14,3 °C, avec une amplitude thermique annuelle de 11,6 °C. Le cumul annuel moyen de précipitations est de 1 848 mm, avec 12,9 jours de précipitations en janvier et 9,6 jours en juillet. Pour la période 1991-2020, la température moyenne annuelle observée sur la station météorologique la plus proche, située sur la commune de Ciboure à 6 km à vol d'oiseau, est de 15,0 °C et le cumul annuel moyen de précipitations est de 1 521,3 mm,. Pour l'avenir, les paramètres climatiques de la commune estimés pour 2050 selon différents scénarios d’émission de gaz à effet de serre sont consultables sur un site dédié publié par Météo-France en novembre 2022.

## Urbanisme

### Typologie
Au 1er janvier 2025, Ascain est catégorisée bourg rural, selon la nouvelle grille communale de densité à sept niveaux définie par l'Insee en 2022.
Elle appartient à l'unité urbaine de Bayonne (partie française), une agglomération internationale regroupant 28  communes, dont elle est une commune de la banlieue,,. Par ailleurs la commune fait partie de l'aire d'attraction de Ciboure, dont elle est une commune du pôle principal,. Cette aire, qui regroupe 2 communes, est catégorisée dans les aires de moins de 50 000 habitants,.

### Occupation des sols

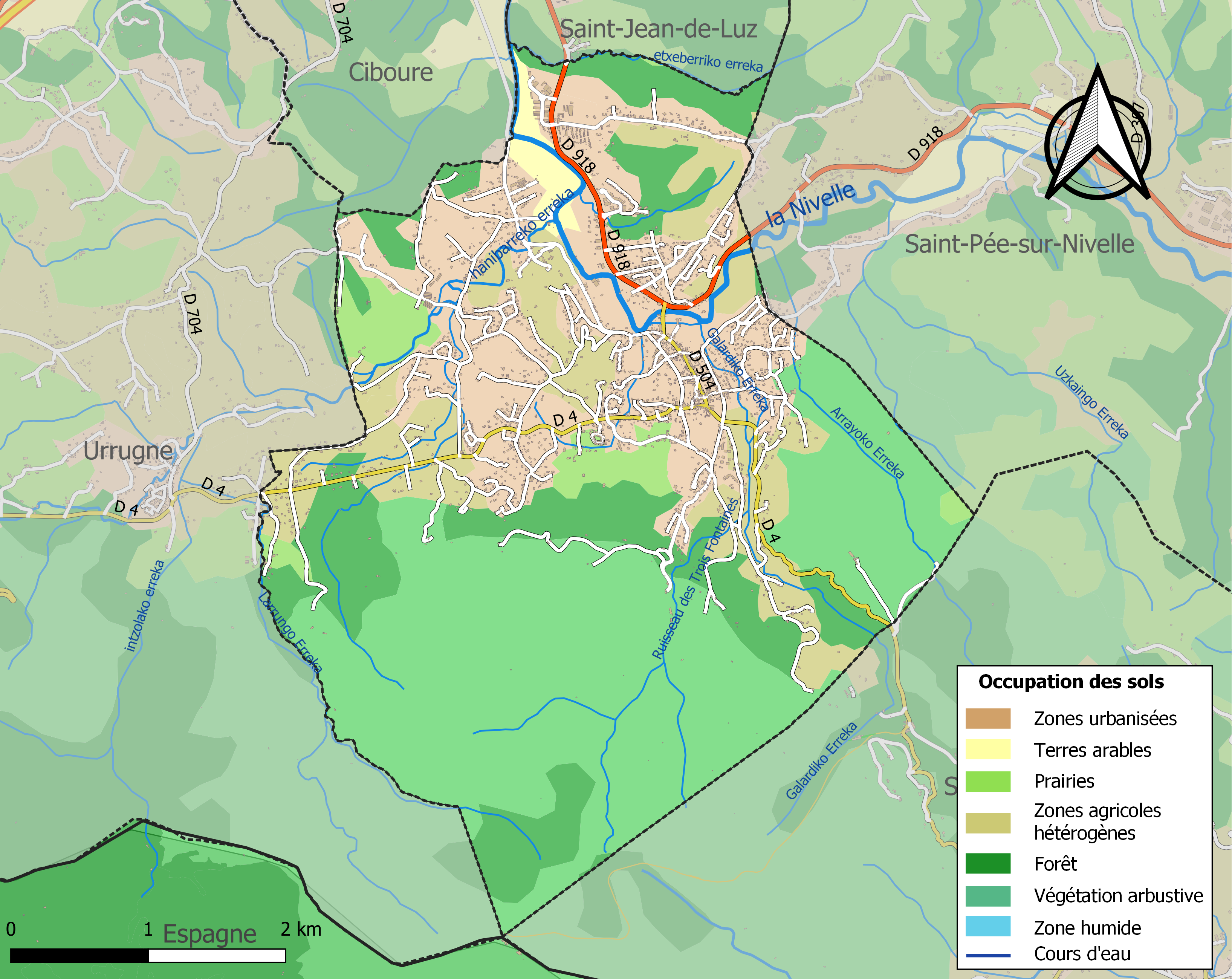
Carte des infrastructures et de l'occupation des sols de la commune en 2018 (CLC).

L'occupation des sols de la commune, telle qu'elle ressort de la base de données européenne d’occupation biophysique des sols Corine Land Cover (CLC), est marquée par l'importance des forêts et milieux semi-naturels (55,5 % en 2018), en diminution par rapport à 1990 (58,6 %). La répartition détaillée en 2018 est la suivante : 
milieux à végétation arbustive et/ou herbacée (38,5 %), zones urbanisées (22,9 %), forêts (17 %), zones agricoles hétérogènes (14,3 %), prairies (3,8 %), zones industrielles ou commerciales et réseaux de communication (2,1 %), terres arables (1,6 %). L'évolution de l’occupation des sols de la commune et de ses infrastructures peut être observée sur les différentes représentations cartographiques du territoire : la carte de Cassini (XVIIIe siècle), la carte d'état-major (1820-1866) et les cartes ou photos aériennes de l'IGN pour la période actuelle (1950 à aujourd'hui).

### Morphologie urbaine
La partie urbanisée du territoire est partagée entre sept quartiers : Aldagaray, Arania, Mendixka, Morzelay, Plazza, Portua et Serres,. Près de 40 lieux-dits sont identifiés sur les cartes IGN, de la borne frontière avec l’Espagne à proximité du sommet de la Rhune, à la redoute de Bizkarzun qui fait l’objet d’une inscription par le ministère de la Culture, en passant par l’ancienne localité de Serres, supprimée en 1845 et dont le territoire a été partagé entre Ascain et Saint-Jean-de-Luz.
Comme l'indique le géographe Roger Brunet, en dehors du bourg l'habitat est très épars sur les reliefs de basse altitude qui s'étalent de part et d'autre de la Nivelle.

### Logement

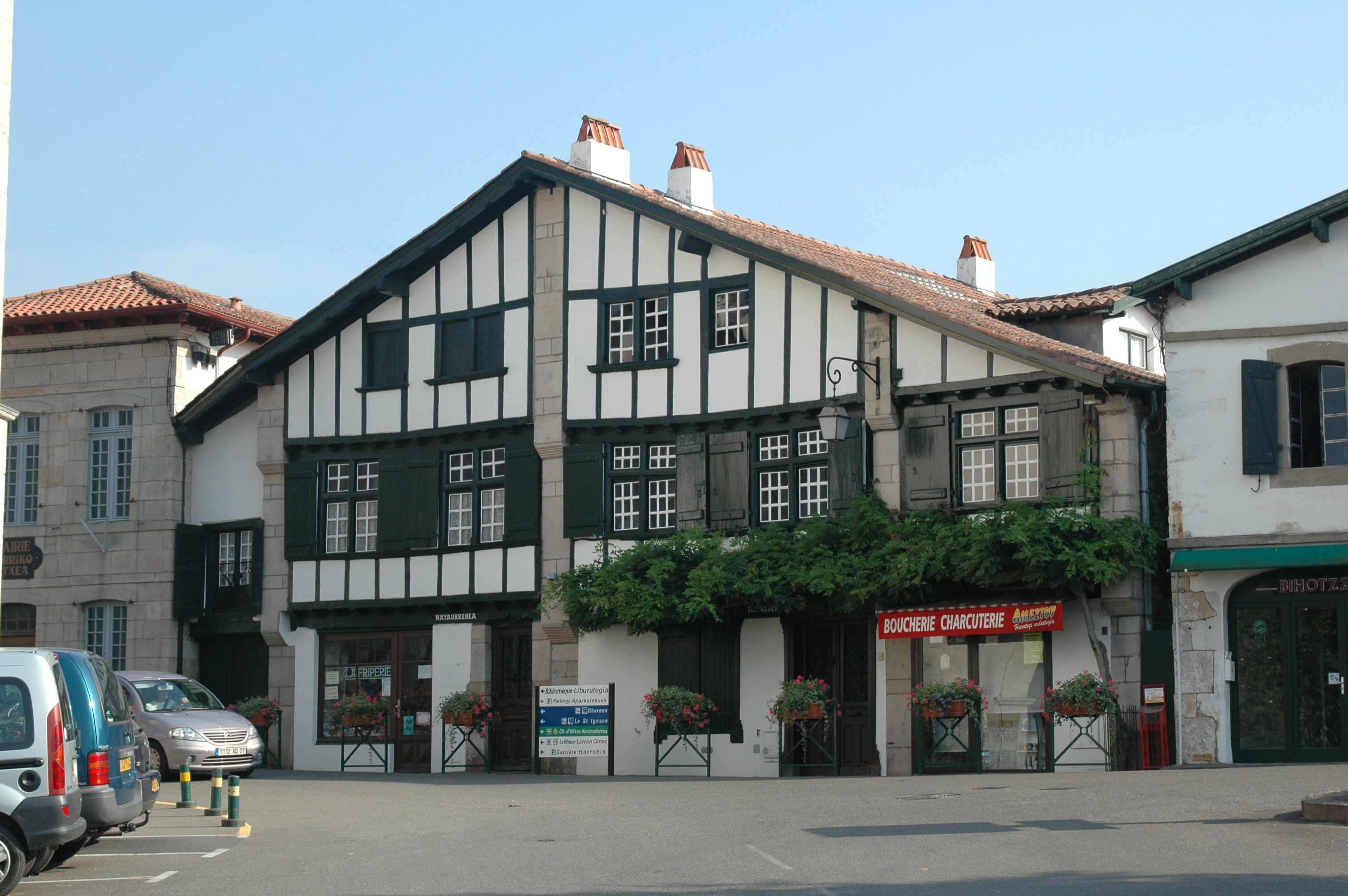
Maison de style labourdin.

En 2009, le nombre total de logements dans la commune était de 1 930, alors qu'il était de 1 503 en 1999.
Parmi ces logements, 78,2 % étaient des résidences principales, 17,7 % des résidences secondaires et 4,0 % des logements vacants. Ces logements étaient pour 76,0 % d'entre eux des maisons individuelles et pour 23,2 % des appartements. La proportion des résidences principales, propriétés de leurs occupants était de 77,9 %, en hausse par rapport à 1999 (74,2 %). La part de logements HLM loués vides était de 2,3 % contre 0,0 %, leur nombre étant en forte augmentation, 35 contre 0.
Le style architectural est celui du Labourd, avec des fermes dont l’entrée est orientée à l’est, alors que leur façade ouest n’est percée que de petites fenêtres pour la protéger des pluies maritimes, et avec des maisons traditionnelles aux murs blancs appareillés de pans de bois apparents, peints le plus souvent en rouge brun ou en vert, qu’elles soient situées dans le bourg ou éparpillées dans la lande.

### Projets d’aménagement
Le plan local d’urbanisme (PLU) de la commune a été adopté par le conseil municipal du 27 février 2014. Son préambule définit pour orientations générales la nécessité de « respecter un équilibre entre les secteurs de l’économie, du social et de l’environnement, les 3 socles du développement durable. Les zones constructibles devront également tenir compte des zones inondables et celles qui disposent de l’assainissement collectif et autonome ».
Il met en exergue l’accélération de la croissance démographique qui était en moyenne de 50 habitants supplémentaires par an entre 1990 et 1999, passant à 80 personnes annuelles pour la période 1999 - 2011, et prévoit de maintenir ce rythme de croissance pour parvenir à 5 000 habitants au terme des 10 prochaines années.
L’adaptation doit se faire dans le respect du PPRI et de l’environnement naturel et agricole. Les deux derniers axes correspondent à des orientations à la fois économiques et écologiques. Ces objectifs, visant à optimiser la consommation de l'espace et l'étalement urbain, se traduiront à terme par une amélioration des possibilités de stationnement le long de la rue principale ainsi que par la rationalisation des transports et des déplacements, le regroupement des établissements scolaires et l’agrandissement des structures d’accueil (maison de retraite, maison des associations) et enfin l’amélioration des réseaux numériques et le développement de l’assainissement collectif.

### Voies de communication et transports

#### Routes
Situé à environ deux kilomètres de l'autoroute A63 (Bordeaux-Hendaye/Biriatou, puis Irun et le réseau espagnol) et de la route D 810 (Hendaye-Bayonne), Ascain-bourg est desservi par les routes 
- D 918, sur la rive droite de la Nivelle[GP 1], reliant Saint-Jean-de-Luz à Saint-Jean-Pied-de-Port via Saint-Pée-sur-Nivelle, Espelette et Itxassou ;
- D 4, qui relie la D 810 (Urrugne) à Dantxaria via Sare, rejoignant la route espagnole N 121 vers Pampelune.

L’ancienne route vers Ciboure (face à Saint-Jean-de-Luz) passait sur la rive gauche de la Nivelle et servait de « chemin de halage », nom qu'elle porte encore aujourd'hui. Désaffectée et devenue peu praticable, elle a été rendue à la circulation dans les années 1960 grâce à la réouverture du pont métallique de Loya[pas clair], à proximité du moulin éponyme.
La D 504, longue de quelques centaines de mètres, assure la liaison entre la D 4 et la D 918, en empruntant un pont reconstruit après 1878, une crue de la Nivelle ayant emporté l'ancien pont de bois.
La commune est desservie par les lignes 45 et 47 du réseau Hegobus (Hendaye-Saint-Jean-de-Luz et communes de l'intérieur).

#### Voies ferrées
La gare la plus proche est celle de Saint-Jean-de-Luz-Ciboure, sur la ligne Bordeaux-Hendaye-Irun.
Ascain a aussi une ligne touristique, celle du petit train de la Rhune, qui part du col de Saint-Ignace (169 mètres), desservi par la D 4 entre Ascain et Sare. Reliant le col au sommet de la Rhune, c'est un des rares chemins de fer à crémaillère encore en service en France, .
De 1924 à 1937 a existé un réseau basque de la compagnie des voies ferrées départementales du Midi : la ligne ouverte entre Bayonne et Biarritz, puis Ciboure, empruntait ensuite le chemin de halage jusqu’à Ascain. Elle franchissait ensuite le col de Saint-Ignace par l’ancienne voie dite « romaine » pour atteindre Sare. Elle a été fermée dès 1937 par manque de rentabilité.
Durant cette période, le chemin de fer de la Rhune était connecté à cette ligne.

### Risques naturels et technologiques
La zone inondable développée par la Nivelle fait, depuis 1997, l'objet d'un plan de prévention du risque inondation. Ce plan a été mis à jour en 2014, à la suite des inondations et coulées de boues survenues le 4 mai 2007. Depuis 1982, six arrêtés de reconnaissance de catastrophe naturelle ont été pris. Ils concernent la tempête de novembre 1982, les inondations et chocs mécaniques liés à l'action des vagues de décembre 1999 et de janvier 2009, les mouvements de terrain différentiels consécutifs à la sécheresse et à la réhydratation des sols de juillet 2003, et enfin les inondations et coulées de boue de mai 2007 et de juin 2013.

## Toponymie

### Ascain/Azkaine
Son nom basque actuel est Azkaine et le gentilé est Azkaindar,.
D'après la Carte des Sept Provinces Basques éditée en 1863 par le prince Louis-Lucien Bonaparte, le dialecte basque parlé à Ascain est le labourdin.
Le toponyme Ascain apparaît pour la première fois en 1125 sous la graphie Escan, reprise ensuite vers 1140 dans le cartulaire de Bayonne puis sous les formes
Scain (1235, cartulaire de Bayonne, feuillets 7 et 29), Ascayn (1302), Scainh et Ascaing (respectivement 1450 et 1552, titres du Labourd, E 426), Sancta Maria d'Ascaing (1691, collations du diocèse de Bayonne) et Askaine au XIXe siècle.
Selon Jean-Baptiste Orpustan, Ascain vient probablement de haitz gain : « dessus du tertre » ou « hauteur rocheuse »,.

### Olhaberrieta
La maison Olhaberrieta (« lieu de cabane neuve »), située à mi-chemin entre le quartier d’Olhette à Urrugne et le bourg d’Ascain, est mentionnée en 1568.

### Portua
Le quartier Portua doit son nom à sa situation portuaire sur la Nivelle. Au XVIIe siècle, il y régnait une intense activité de construction navale, protégée par une tour, devenue de nos jours la maison Dorrea (ou Dorria), près de laquelle Winston Churchill fit une aquarelle. Le port recevait via Saint-Jean-de-Luz du minerai de fer de Biscaye à destination de la forge de Saint-Pée-sur-Nivelle.

### Serres
Le toponyme « Serres » (prononcé /serrés/) apparaît sous les formes Villa quœ dicitur Asseres (1083 et vers 1140, cartulaire de Bayonne, feuillet 8), serres (1193) et Sanctus-Jacobus de Serres (1691, collations du diocèse de Bayonne),. On a ici affaire à une étymologie prélatine serra (« hauteur non rocheuse, colline allongée »)
Au XIe siècle, il s’agit d’un domaine rural, possession du vicomte du Labourd, situé sur la rive droite de la Nivelle, plus élevée que la rive gauche, où se trouve Ascain. Du fait de sa position, Serres devient une étape sur le chemin de Compostelle, en provenance de Saint-Pée-sur-Nivelle ou d'Ahetze, vers Bera en passant par Ascain ou Sare. Elle offre aux pèlerins une église (Sanctus-Jacobus de Serre) et un hôpital.
La loi du 12 juillet 1792 réunit Serres, ainsi que certains quartiers de Sare, à Saint-Pée-sur-Nivelle, sous le nom de « Beauregard ». En novembre 1813, la commune, redevenue indépendante, voit passer des troupes napoléoniennes qui y établissent le « camp de la réserve » au cours de la guerre d'indépendance espagnole (bataille de la Nivelle).
En 1845, la commune de Serres est partagée entre Ascain et Saint-Jean-de-Luz, par ordonnance du roi Louis-Philippe (19 juillet 1845).

### Lieux de pèlerinage
La formule « croix d’Urumendy » désignait un lieu de pèlerinage, tout comme Xeruenborda, noté « Chérumborda » dans le dictionnaire topographique Béarn-Pays basque de 1863.
Au sommet de la Rhune, la chapelle du Saint-Esprit et de la Trinité était au XVIIIe siècle un but de pèlerinage pour les paroissiens d’Urrugne, de Bera, d'Ascain et de Sare qu’il fallut organiser à des dimanches et des mois différents pour éviter l’affluence.

## Histoire

### Préhistoire
La Rhune recèle un nombre important de monuments mégalithiques, qui sont les témoins d'une activité humaine au Néolithique. On trouve en effet des cromlechs et des dolmens datant de l’âge du bronze et de l’âge du fer et reflétant une activité funéraire importante. La tourbière des Trois fontaines est par exemple dominée par la colline de Gorostia, où une nécropole montrant neuf cercles de pierres a été découverte au lieu-dit Aïra-Harri,. De même les deux dolmens d’Altsan s’offrent encore à la vue des promeneurs, tout comme le monolithe d’Athekalegun et celui de Gastainbakar.

### Antiquité romaine
À l'époque antérieure aux conquêtes de César (52 av. J.-C.) , la région est considérée par les Romains comme une partie de la Gaule, qu'ils nomment Aquitaine, à ce moment est délimitée au nord par la Garonne.
Après la conquête, la Gaule « chevelue » est divisée en trois provinces, la Lyonnaise (capitale : Lyon), la Belgique (Reims) et l'Aquitaine (Saintes, puis Bordeaux), qui s'étend désormais des Pyrénées à la Loire (ces trois provinces étant à part de la Narbonnaise, conquise dès 120 av. J.-C.).
Il est courant dans de nombreuses régions, et notamment au Pays basque, de parler de « voie romaine » ou de « pont romain » pour désigner des chemins et ponts anciens. Dans cette région, une origine romaine ne s'appuie sur aucune source documentée et doit être considérée avec prudence. Mais cela n'exclut pas que des vestiges postérieurs à l'Antiquité romaine aient repris le tracé de voies ayant existé au début de notre ère.
Selon l'érudit Jakes Casaubon (mort en 2021), la disparition des voies romaines d'origine est due à l'action des éléments climatiques au cours des 2 000 ans qui nous séparent de leur construction.
Selon ce chercheur, les chemins pavés que nous connaissons aujourd'hui peuvent  avoir deux origines : *soit ils sont liés à l'amélioration des chemins de Saint-Jacques-de-Compostelle par des communautés religieuses comme l'ordre des prémontrés, *soit ils ont été créés pour assurer le transport de minerai entre les mines et les forges ; ce dernier cas est celui d'Ascain, dont le port sur la Nivelle recevait le minerai d'Urrugne et de Biscaye, pour être traité à la forge Olazabal de Saint-Pée-sur-Nivelle.

### Moyen Âge
La plus ancienne mention écrite de l'histoire d'Ascain se trouve vers 1130 dans le Livre d’Or de Bayonne à propos d’un Loup Aner d’Ascain, témoin lors d'une donation par le vicomte de Labourd, Bertrand, en faveur de l’Église de Bayonne[pas clair]. Ce personnage fait partie des conseillers du vicomte. Il faut attendre 1235 pour voir apparaître un Salomon de Scain, caution lors d’une cession de biens à l’Église,. La paroisse « Santa-Maria de Dascain » est mentionnée en 1341.
La présence d'un lieu de culte chrétien dans la localité est attesté depuis 1140 (cartulaire de Bayonne,).
C'est au XIVe siècle qu'est mentionné un seigneur d’Ascain, Martin Otxoa de Gaztelu, possesseur du palacio de Ascanio. Marié avec Maria Garcia de Narbart, dame d’Agorreta, il a un fils, Juan Martinez de Agorreta Ascanio, dont les armoiries (« d’or au chêne de sinople arraché de trois pièces du même, au sanglier passant sur le fût de l’arbre ; à la bordure de gueules chargée de huit croix de saint André d’or ») ont été adoptées par le conseil municipal le 26 juin 1988, sous une forme modernisée. Une arrière-petite-fille, Maria, épouse Philippe de Beaumont, neveu du connétable de Navarre[Qui ?].
Cette union place la maison d’Ascain du côté des Beaumont, lors de leurs conflits avec les Gramont.

### Époque moderne

#### La mission de Pierre de Lancre (1609)
En 1609 Pierre de Lancre, conseiller au Parlement de Bordeaux depuis 1582, intervient dans la province de Labourd, à la tête d'une commission d'enquête constituée par le roi de France et de Navarre Henri IV. Cette commission doit « purger le pays de tous les sorciers et sorcières sous l'emprise des démons ».
Pierre de Lancre commence son enquête à Bayonne au début de juillet 1609, puis se déplace dans plusieurs localités du Labourd, notamment Saint-Pée et Ascain. Plusieurs personnes d’Ascain sont entendues comme témoins,.
La montagne de la Rhune est citée comme un lieu de sabbat.
Le curé d'Ascain, de la maison d’Harguibellea (Arguibel), est dégradé[pas clair] en l’église Saint-Esprit de Bayonne, pendu puis brûlé,.
Grâce à l’intervention de l'évêque de Bayonne, Bertrand d'Eschaud, Pierre de Lancre est rappelé à Bordeaux, sa mission s'interrompant le 1er novembre.

#### Occupation espagnole (1636-1637)
Ascain fut occupée durant la guerre de Trente Ans pendant une année, du 23 octobre 1636 au 26 octobre 1637, par des troupes espagnoles, ainsi que les paroisses de Saint-Jean-de-Luz, Ciboure, Biriatou, Hendaye et Urrugne.

#### La guerre de Martin de Chourio (1656-1657)
En 1650, débute un conflit entre les sabelchourris (« ceintures blanches ») et les sabelgorris (« ceintures rouges »), traduisant l’opposition entre les maisons de Saint-Pée et d’Urtubie pour l'occupation de la charge de bailli du Labourd.
En 1656, Martin de Chourio (Xurio en basque), notaire à Ascain et syndic général nommé par le biltzar[Quoi ?] du Labourd prend la tête des partisans de la maison de Saint-Pée, les Caupennes[pas clair], et s’oppose à Jean d’Arcangues, procureur du roi au bailliage du Labourd, qui soutient la maison d’Urtubie, en la personne de Salvat de Gamboa.
En représailles des sanctions disciplinaires[réf. nécessaire] décidées par Jean d'Arcangues, Chourio met son château du à sac. Recherché, il prend la tête d'une armée de 3 000 hommes, menant une guerre qui ne cesse qu’un an plus tard du fait de sa mort (naturelle) à Ascain.

### Période de la Révolution et de l'Empire

#### La révolution de 1789 et ses suites
Les événements de 1789 ont leur origine dans la convocation en 1788 des États généraux par Louis XVI, pour la première fois depuis 1614, donnant lieu au début de 1789 à la rédaction dans chaque paroisse du royaume d'un cahier de doléances et à l'élection d'un délégué à l'assemblée du Tiers état du bailliage ou de la sénéchaussée, réunie pour élire deux députés, tandis que la noblesse et le clergé élisent chacun séparément un député.
Ascain fait partie du bailliage d'Ustaritz, dont les députés élus sont le curé de Ciboure, le marquis de Caupenne et les frères Garat, avocats à Bordeaux, Dominique et Dominique-Joseph. 
Les États généraux, réunis le 5 mai à Versailles, deviennent le 9 juillet l'Assemblée nationale constituante et le royaume de France devient de fait une monarchie constitutionnelle. L'Assemblée, après avoir aboli tous les privilèges personnels ou locaux (4 août 1789), crée les départements, districts et communes (celles-ci correspondent aux paroisses traditionnelles).
Dans le nouveau découpage territorial mis en place en 1790, la commune d'Ascain fait partie du district d'Ustaritz, un des six du département des Basses-Pyrénées, dont le chef-lieu est d'abord Navarrenx, puis Pau (octobre 1790). Ce district (qui inclut Bayonne) est divisé en douze cantons : Ascain fait partie du canton de Sare, ainsi qu'Ainhoa.
Le territoire de la commune d'Ascain correspond d'abord à celui de la paroisse d'Ascain. Mais quelques décennies plus tard, il sera augmenté d'une partie de celui de la commune de Serres, supprimée le 19 juillet 1845.

#### La république et la déportation de 1794
La république est établie le 21 septembre 1792 par la nouvelle assemblée constituante, la Convention, élue à la suite de la journée insurrectionnelle du 10 août, qui a abouti à la chute de Louis XVI. Les élections ont eu lieu en septembre : le département a sept députés à la Convention (dont aucun ne sera guillotiné).
Après les victoires de Valmy (20 septembre 1792) et de Jemappes (6 novembre), la République française est confrontée à partir de mars 1793 à une situation militaire et politique difficile, qui aboutit  en septembre 1793 à l'établissement, sous la direction des montagnards, du gouvernement révolutionnaire et de la Terreur. Celle-ci dure jusqu'au 27 juillet 1794 (9 thermidor an II), date de la chute de Robespierre.
En mars 1794, en raison de la désertion de quarante-sept conscrits d'Itxassou, le Comité de salut public (arrêté du 13 ventôse an II/3 mars 1794) fait arrêter et déporter une partie des habitants (hommes, femmes et enfants) d'Ainhoa, Ascain, Espelette, Itxassou, Sare et Souraïde. Ces communes sont décrétés, ainsi que les autres communes proches de la frontière espagnole, « communes infâmes ». Cette mesure est ensuite étendue à Biriatou, Cambo, Larressore, Louhossoa, Mendionde et Macaye.
Les habitants sont « réunis dans diverses maisons nationales, soit dans le district d'Ustaritz, soit dans celles de la Grande Redoute, comme de Jean-Jacques Rousseau ». En réalité, ils sont regroupés dans les églises, puis déportés dans des conditions précaires à Bayonne, Capbreton, Saint-Vincent-de-Tyrosse et Ondres, puis dans diverses localités du Lot, du Lot-et-Garonne, du Gers, des Landes, de la partie béarnaise des Basses-Pyrénées et des Hautes-Pyrénées.
Le retour des exilés et le recouvrement de leurs biens sont décidés par une série d'arrêtés pris le 29 septembre et le 1er octobre 1794, poussés dans ce sens par le directoire d'Ustaritz, qui dirige le district : « Les ci-devant communes de Sare, Itxassou, Ascain, Biriatou et Serres, dont les habitants internés il y a huit mois par mesure de sûreté générale, n'ont pas été cultivées. Les habitants qui viennent d'obtenir la liberté de se retirer dans leurs foyers, demandent à grands cris des subsistances sans qu'on puisse leur procurer les moyens de satisfaire à ce premier besoin de l'homme, la faim. »
La récupération des biens ne se fait pas sans difficulté, car ils avaient été mis sous séquestre sans être enregistrés et livrés aux pillage : « Les biens, meubles et immeubles des habitants de Sare, n'ont été ni constatés ni légalement décrits ; tous nos meubles et effets mobiliers ont été enlevés et portés confusément dans les communes voisines. Au lieu de les déposer dans des lieux sûrs, on en a vendu une partie aux enchères, et une autre partie sans enchères. »

#### L'invasion anglo-espagnole de 1813
En 1813, durant la guerre anglo-espagnole contre Napoléon Ier, les troupes commandées par le général Wellington entrent en France par la Rhune. Durant les combats qui concernent également Sare, Bera et Urrugne, 25 canons sont pointés sur Ascain du haut de la montagne.
De ces combats autour de la Rhune, subsistent plusieurs redoutes. Ainsi la redoute d’Esnaur (aujourd'hui inscrit comme monument historique), contrôle à 273 mètres d'altitude l’accès au col de Saint-Ignace qu'elle domine. Elle forme un polygone irrégulier d'une superficie de 2 200 m2. La redoute de Biskarzun, également inscrite aux monuments historiques, surplombe le bourg d’Ascain à la cote 185 mètres. Plus petite que la précédente, un entassement de blocs rocheux s’élève en son milieu[pas clair].

### Époque contemporaine

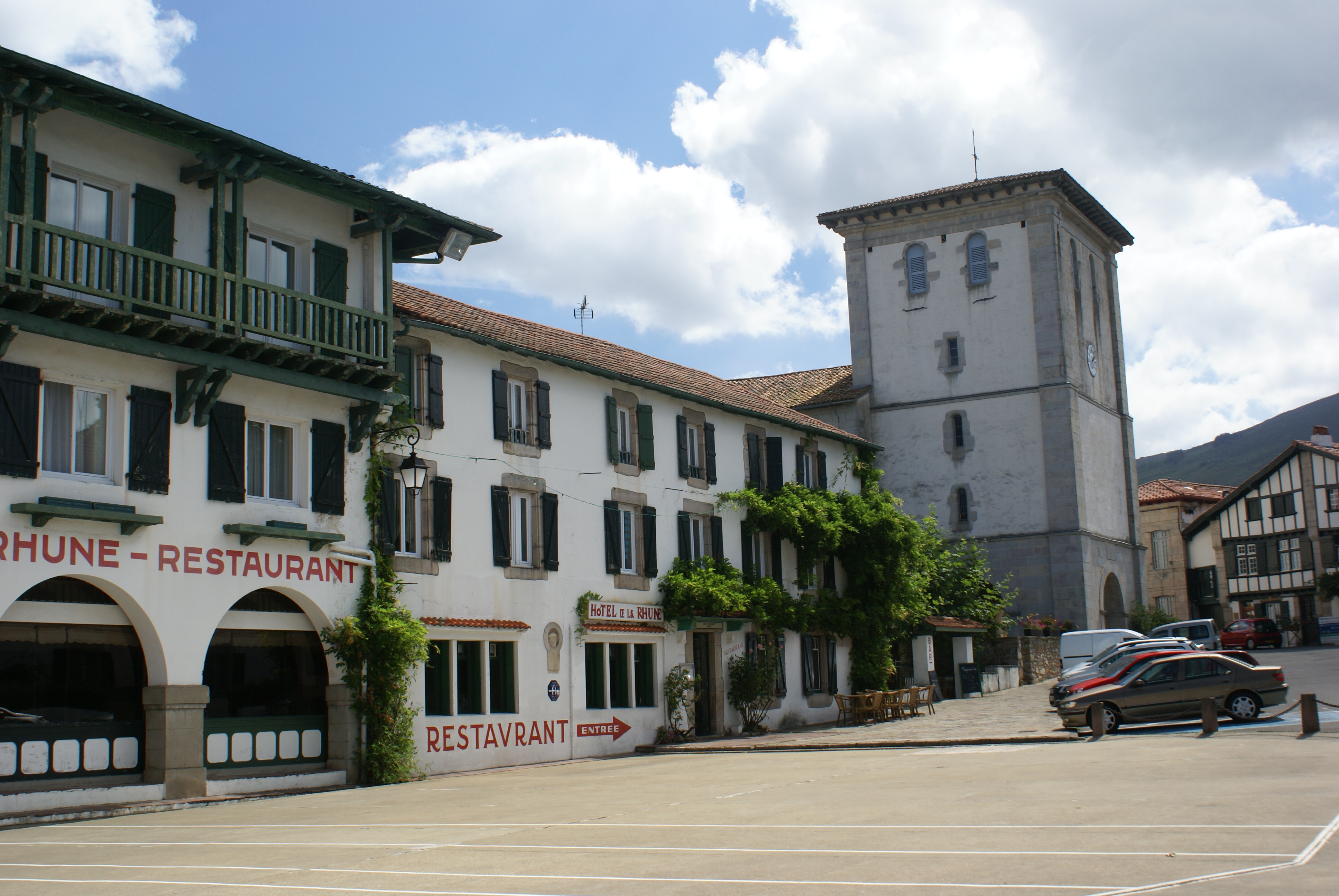
La place du village avec l'église.

#### La querelle des Inventaires (1906)
Le début du XXe siècle est marqué par l’opposition de la population d’Ascain, comme celle de nombreux villages basques, aux inventaires résultant de l’adoption de la loi de séparation des Églises et de l'État du 9 décembre 1905. Le percepteur devant faire l’inventaire des biens de l’Église se voit une première fois refuser l’entrée du village. Il revient à la charge vers la mi-mars, assisté de gendarmes et d’une compagnie du 49e régiment d'infanterie de Bayonne. Pour pouvoir entrer dans l'église, il fait enfoncer les portes à la hache.

#### La Seconde Guerre mondiale
La Seconde Guerre mondiale voit le village organiser le passage de la frontière avec l’Espagne des volontaires voulant rejoindre les Forces françaises libres en Afrique ou en Grande-Bretagne. Charles Minier, maire de la commune du 30 avril 1945 au 12 juin 1946, remettra au cours de son mandat la croix de guerre avec citation au titre de la Résistance à deux des chefs du groupe clandestin à l’origine de cet acte de résistance (le secrétaire de mairie François Bertrand et le vicaire Jean Carrère), également salué par le général de Gaulle lors de sa visite à Ascain en septembre 1947.

## Vie politique

### Caractéristiques des résultats électoraux
Au XXIe siècle, les électeurs d'Ascain ont eu tendance à voter légèrement plus à droite que ceux des communes voisines, notamment aux élections présidentielles, régionales ou européennes. Les candidats d'orientation nationaliste basque de gauche ont également régulièrement de bons résultats (24,30% au premier tour des élections municipales de 2020 pour la liste Azkaine Bai mené par Gorka Taberna, 31,35% et première place au premier tour des élections législatives de 2024 pour Peio Dufau, candidat EH Bai soutenu par le Nouveau Front populaire).

### Élections présidentielles depuis 2007
Lors du second tour de l'élection présidentielle de 2007, Nicolas Sarkozy, UMP, élu, avait obtenu 57,49 % des suffrages et Ségolène Royal, PS, 42,51 % des suffrages ; le taux de participation était de 90,08 %.
Lors du second tour de l'élection présidentielle de 2012, François Hollande, PS, élu, avait obtenu 47,70 % des suffrages et Nicolas Sarkozy, UMP, 52,30 % des suffrages ; le taux de participation était de 87,09 %.

### Élections municipales depuis 2008
Aux élections municipales de 2008, la liste de Jean-Louis Laduche, dont la liste LDVD avait obtenu 21 sièges sur 27, avait rassemblé au premier tour 50,33 % des suffrages ; le taux de participation était de 79,70 %.
Aux élections municipales de 2014, la liste de Jean-Louis Fournier, dont la liste LDIV avait obtenu 20 sièges sur 27, avait rassemblé au second tour 47,44 % des suffrages ; le taux de participation était de 80,54 %.
Le nombre d'habitants au recensement de 2017 étant compris entre 3 500 et 4 999, le nombre de membres du conseil municipal est de vingt-sept.

### Liste des maires depuis 1808
| Période      | Période                        | Identité                   | Étiquette   | Qualité                                                                                     |
| ------------ | ------------------------------ | -------------------------- | ----------- | ------------------------------------------------------------------------------------------- |
| 1808         | 1813                           | Michel Monségur            |             |                                                                                             |
| 1813         | 1814                           | Pierre Theillary           |             |                                                                                             |
| 1814         | 1828                           | Michel Monségur            |             |                                                                                             |
| 1828         | 1837                           | Jean Pagès                 |             |                                                                                             |
| 1837         | 1844                           | Jean Gracy                 |             |                                                                                             |
| 1844         | 1848                           | Raymond Monségur           |             |                                                                                             |
| 1848         | 1856                           | Dominique Hirigoyen        |             |                                                                                             |
| 1856         | 1864                           | Gustave Hillaire Argelliès |             |                                                                                             |
| 1864         | 1867                           | Raymond Monségur           |             |                                                                                             |
| 1867         | 1877                           | Dominique Hirigoyen        |             |                                                                                             |
| 1877         | 1883                           | Jean dit 'Ganich' Gracy    |             |                                                                                             |
| 1883         | 1891                           | Jean Etcheverry            |             |                                                                                             |
| 1891         | 1900                           | Jean Larralde              |             |                                                                                             |
| 1900         | 1904                           | Dominique Berho            |             |                                                                                             |
| 1904         | 1906                           | René Minier                |             |                                                                                             |
| 1906         | 1912                           | Jean Gracy                 |             |                                                                                             |
| 1912         | 1919                           | Jean Leholaberry           |             |                                                                                             |
| 1919         | 1924 (décès)                   | René Minier                |             | Conseiller général du canton de Saint-Jean-de-Luz (1919 → 1924)                             |
| 1924         | 1941                           | Pierre Pinatel             |             |                                                                                             |
| 1941         | 1945                           | Jean-Baptiste Gracy        |             |                                                                                             |
| 1945         | 1946                           | Charles Minier             |             |                                                                                             |
| 1946         | 1953                           | Jean Baptiste Aspirot      |             |                                                                                             |
| 1953         | 1963                           | Jean Baptiste Gracy        |             |                                                                                             |
| 1963         | mars 1971                      | Robert Minier              |             |                                                                                             |
| mars 1971    | mars 1977                      | Jean Sauvé                 |             |                                                                                             |
| mars 1977    | mars 2001                      | André Luberriaga           | RI puis UDF | Directeur aux usines Renault retraité Conseiller général du canton d'Ustaritz (1976 → 1988) |
| mars 2001    | 4 avril 2014                   | Jean-Louis Laduche         | DVD,        | Retraité de la fonction publique                                                            |
| 4 avril 2014 | En cours (au 3 septembre 2014) | Jean-Louis Fournier        | REG         | Médecin généraliste Conseiller permanent de la Communauté du Pays Basque (2017 → )          |

## Administration

### Instances judiciaires
Située dans le ressort de la cour d'appel de Pau, Ascain relève de Bayonne pour toutes les juridictions de premier degré, à l'exception du tribunal administratif situé à Pau et de la cour administrative à Bordeaux.

### Gestion des déchets
La collecte des déchets ménagers ainsi que le tri sélectif de la commune, jusque-là pris en charge directement par la commune, sont assurés par le syndicat intercommunal pour l’élimination des déchets (SIED) Côte Basque Sud depuis 2003 ; il en est de même pour Biriatou, Ciboure, Guéthary et Urrugne. Le traitement lui-même est assuré par le syndicat mixte Bil Ta Garbi. La commune dispose également d’une déchetterie publique, qui recueille les déchets verts et les encombrants.

### Finances locales
Ascain appartenait à la strate des communes ayant une population comprise entre 2 000 et 3 500 habitants jusqu'en 2005 inclus ; depuis 2006 à la strate des communes ayant une population comprise entre 3 500 et 5 000 habitants.
Le tableau ci-dessous montre le résultat comptable par habitant sur la période 2006-2012, ainsi que le solde de financement des investissements, toutes données comparées à la moyenne de la strate.
| Années | Résultat comptable | Résultat comptable   | Besoin () ou capacité () de · financement des investissements | Besoin () ou capacité () de · financement des investissements | Capacité d'autofinancement (CAF) | Capacité d'autofinancement (CAF) |
| Années | Ascain             | Moyenne de la strate | Ascain                                                        | Moyenne de la strate                                          | Ascain                           | Moyenne de la strate             |
| --- | ------------------ | -------------------- | ------------------------------------------------------------- | ------------------------------------------------------------- | -------------------------------- | -------------------------------- |
| 2006 | 90                 | 132                  | 25                                                            | 5                                                             | 90                               | 159                              |
| 2007 | 266                | 131                  | 137                                                           | 1                                                             | 269                              | 158                              |
| 2008 | 48                 | 124                  | 80                                                            | 18                                                            | 56                               | 152                              |
| 2009 | 57                 | 128                  | 194                                                           | 9                                                             | 63                               | 155                              |
| 2010 | 50                 | 135                  | 129                                                           | 8                                                             | 65                               | 166                              |
| 2011 | 43                 | 147                  | 14                                                            | 7                                                             | 60                               | 181                              |
| 2012 | 47                 | 145                  | 29                                                            | 10                                                            | 68                               | 181                              |
| 2013 | 45                 | 136                  | 3                                                             | 13                                                            | 68                               | 177                              |
| Sources des données : les comptes des communes - Ascain. 2006-2013 : communes de 3 500 à 5 000 habitants appartenant à un groupement fiscalisé. |                    |                      |                                                               |                                                               |                                  |                                  |

| Taxe | Taux voté à Ascain | Taux moyen de la strate |
| --- | ------------------ | ----------------------- |
| d'habitation | 11,26 %            | 13,80 %                 |
| foncière sur le bâti | 11,14 %            | 19,22 %                 |
| foncière sur le non-bâti | 24,25 %            | 51,84 %                 |
| Sources des données : les comptes des communes - Ascain. Taxes en pourcentage de la valeur locative cadastrale. Strate : communes de 3 500 à 5 000 habitants appartenant à un groupement fiscalisé |                    |                         |

Les remarques suivantes sont toujours faites en comparant Ascain aux autres communes de la même strate pour l'année considérée :
- la séquence des résultats comptables de 2006 à 2013 montre une situation financière régulièrement inférieure à la moyenne de la strate, à l'exception de 2007 ;
- les taux de fiscalité directe sont tous inférieurs, voire très inférieurs dans le cas de la taxe foncière sur le non-bâti, au taux moyen de la strate ;
- l'annuité de la dette par habitant (75 €) se situe à 70 % de la valeur de la moyenne de la strate.

### Intercommunalité
Ascain fait partie de cinq structures intercommunales :
- la communauté d'agglomération du Pays Basque ;
- le syndicat d'énergie des Pyrénées-Atlantiques ;
- le syndicat intercommunal des collèges d'enseignement secondaire de Saint-Jean-de-Luz ;
- le syndicat intercommunal du centre de secours de Saint-Jean-de-Luz ;
- le syndicat intercommunal pour le soutien à la culture basque.

La commune adhère à l'Eurocité basque Bayonne - San Sebastián.

### Jumelages
Au 4 septembre 2014, Ascain est jumelée avec :
- Bollendorf (Allemagne) depuis 1979 ;
- Lesaka (Espagne) depuis 1980.

## Population et société

### Démographie

#### Évolution démographique
L'évolution du nombre d'habitants est connue à travers les recensements de la population effectués dans la commune depuis 1793. Pour les communes de moins de 10 000 habitants, une enquête de recensement portant sur toute la population est réalisée tous les cinq ans, les populations de référence des années intermédiaires étant quant à elles estimées par interpolation ou extrapolation. Pour la commune, le premier recensement exhaustif entrant dans le cadre du nouveau dispositif a été réalisé en 2007.

En 2022, la commune comptait 4 561 habitants, en évolution de +8,26 % par rapport à 2016 (Pyrénées-Atlantiques : +3,78 %, France hors Mayotte : +2,11 %).
| 1793 | 1800 | 1806 | 1821 | 1831  | 1836  | 1841  | 1846  | 1851  |
| ---- | ---- | ---- | ---- | ----- | ----- | ----- | ----- | ----- |
| 688  | 766  | 820  | 833  | 1 014 | 1 041 | 1 132 | 1 297 | 1 272 |

| 1856  | 1861  | 1866  | 1872  | 1876  | 1881  | 1886  | 1891  | 1896  |
| ----- | ----- | ----- | ----- | ----- | ----- | ----- | ----- | ----- |
| 1 113 | 1 162 | 1 116 | 1 171 | 1 173 | 1 212 | 1 225 | 1 150 | 1 128 |

| 1901  | 1906  | 1911  | 1921  | 1926  | 1931  | 1936  | 1946  | 1954  |
| ----- | ----- | ----- | ----- | ----- | ----- | ----- | ----- | ----- |
| 1 157 | 1 178 | 1 240 | 1 216 | 1 354 | 1 510 | 1 460 | 1 376 | 1 474 |

| 1962  | 1968  | 1975  | 1982  | 1990  | 1999  | 2006  | 2007  | 2012  |
| ----- | ----- | ----- | ----- | ----- | ----- | ----- | ----- | ----- |
| 1 605 | 1 683 | 1 876 | 2 159 | 2 653 | 3 097 | 3 598 | 3 669 | 4 156 |

| 2017  | 2022  | - | - | - | - | - | - | - |
| ----- | ----- | - | - | - | - | - | - | - |
| 4 194 | 4 561 | - | - | - | - | - | - | - |

En 1670, Ascain rassemblait 300 feux et, en 1718, 1 560 habitants.
La commune voit sa population franchir la barre des 2 000 habitants au début des années 1980, et celle des 3 000 à partir de 1999. La progression, qui était de 50 personnes additionnelles par an de 1990 à 1999, croît à 80 habitants annuels supplémentaires dans la période suivante, et permet à Ascain de passer le seuil des 4 000 habitants au recensement de 2012. Cette croissance s’effectue surtout grâce au solde migratoire à partir de 1975.
|                                           | 1968 - 1975 | 1975 - 1982 | 1982 - 1990 | 1990 - 1999 | 1999 - 2009 |
| Taux de variation annuel de la population | + 1,6       | + 2,0       | + 2,6       | + 1,7       | + 2,4       |
| Solde naturel                             | + 0,9       | + 0,4       | + 0,2       | + 0,1       | + 0,1       |
| Solde migratoire                          | + 0,7       | + 1,6       | + 2,5       | + 1,6       | + 2,3       |

#### Pyramide des âges
En 2018, le taux de personnes d'un âge inférieur à 30 ans s'élève à 29,1 %, soit en dessous de la moyenne départementale (30,9 %). À l'inverse, le taux de personnes d'âge supérieur à 60 ans est de 32,0 % la même année, alors qu'il est de 30,5 % au niveau départemental.
En 2018, la commune comptait 2 029 hommes pour 2 180 femmes, soit un taux de 51,79 % de femmes, légèrement inférieur au taux départemental (52,08 %).
Les pyramides des âges de la commune et du département s'établissent comme suit.
| Hommes | Classe d’âge | Femmes |
| ------ | ------------ | ------ |
| 0,7    | 90 ou +      | 1,9    |
| 9,1    | 75-89 ans    | 9,4    |
| 21,5   | 60-74 ans    | 21,4   |
| 21,4   | 45-59 ans    | 21,8   |
| 17,3   | 30-44 ans    | 17,1   |
| 13,6   | 15-29 ans    | 12,7   |
| 16,3   | 0-14 ans     | 15,7   |

| Hommes | Classe d’âge | Femmes |
| ------ | ------------ | ------ |
| 1      | 90 ou +      | 2,6    |
| 8,7    | 75-89 ans    | 11,8   |
| 18,9   | 60-74 ans    | 19,8   |
| 21     | 45-59 ans    | 20,3   |
| 17,9   | 30-44 ans    | 17,3   |
| 16,2   | 15-29 ans    | 14     |
| 16,3   | 0-14 ans     | 14,2   |

### Enseignement

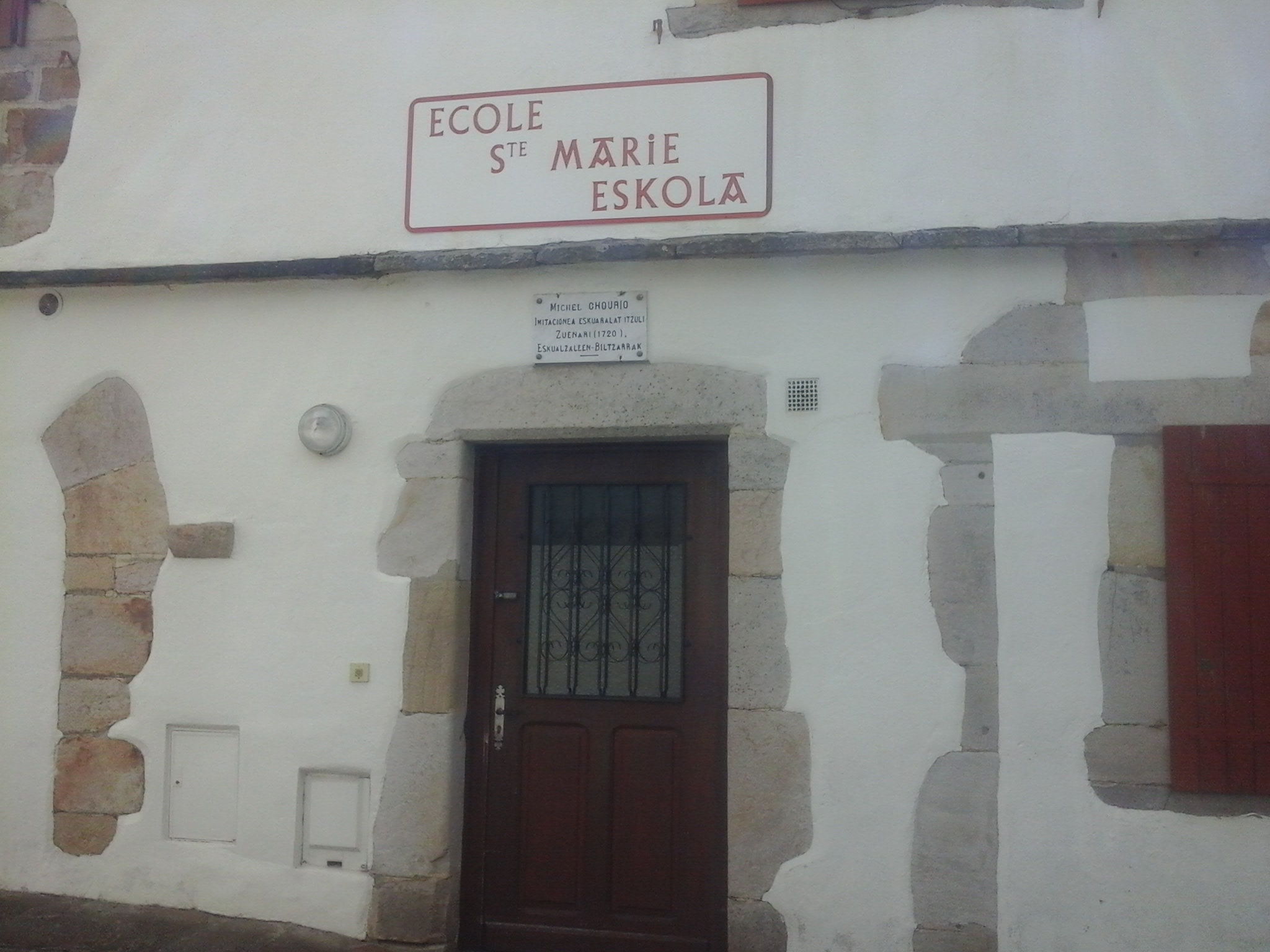
Entrée de l'école Sainte-Marie.

La commune d’Ascain est rattachée à l’académie de Bordeaux. Elle dispose de trois écoles : l'école élémentaire privée Azkaineko Ikastola, l'école primaire privée Sainte-Marie et l'école primaire publique. L'école Azkaineko Ikastola propose un enseignement basque par immersion alors que les deux autres écoles proposent un enseignement bilingue français-basque à parité horaire.
Les collèges et lycées les plus proches se situent à Saint-Pée-sur-Nivelle et à Saint-Jean-de-Luz. Le collège Arretxea et le lycée agricole privé Saint-Christophe sont situés à Saint-Pée-sur-Nivelle. Saint-Jean-de-Luz propose l’accès à deux collèges publics (le collège Maurice-Ravel et le collège Chantaco), ainsi qu’à un lycée général, le lycée Maurice-Ravel, et à un lycée professionnel, le lycée Ramiro-Arrue.
L’UFR pluridisciplinaire de Bayonne - Anglet - Biarritz fait partie de l'université de Pau et des Pays de l'Adour. L'IAE des Pays de l'Adour, basé à Pau et Bayonne, offre des formations en gestion et management. L’ESTIA (école supérieure des technologies industrielles avancées est située à Bidart dans la technopole Izarbel.
Une école de musique (Kornelio), sous forme d'association, propose des formations classiques et traditionnelles.
La batterie-fanfare Larrundarrak, la chorale Larrun Kanta et l'association Martintxo-Altxalili complètent l'offre musicale sur la commune.
Les élèves peuvent également s'inscrire à l'antenne du conservatoire à rayonnement régional Maurice-Ravel de Saint-Jean-de-Luz.

### Manifestations culturelles et festivités
La saison des manifestations s'ouvre dès avril par le déroulement d’une course à pied féminine, la Neska Korrika. Ce même mois est organisé un forum des arts, regroupant artistes et plasticiens. Août est à son tour l’occasion de célébrer la fête du village, et de participer à la course de la Rhune qui, partant d’Ascain, serpente sur 13 km jusqu'au sommet.
En septembre a lieu la Skyrhune, une SkyRace de 21 km culminant au sommet de la Rhune.
Le premier week-end d'octobre se déroule la fête appelée Pastore Lore. Elle s'organise autour des troupeaux d'ovins, de bovins et de pottoks descendant de la Rhune ou des collines, ode à la nature et à l’agriculture.

### Santé
Les habitants d'Ascain ont accès au centre hospitalier de la Côte Basque, principalement établi à Bayonne (site principal de Saint-Léon et site de Cam-de-Prats) mais également à Saint-Jean-de-Luz, qui se complète de plusieurs cliniques. En outre, au 4 septembre 2014, six cabinets de médecine générale offrent des consultations sur la localité et une pharmacie assure la fourniture de médicaments.

### Sports

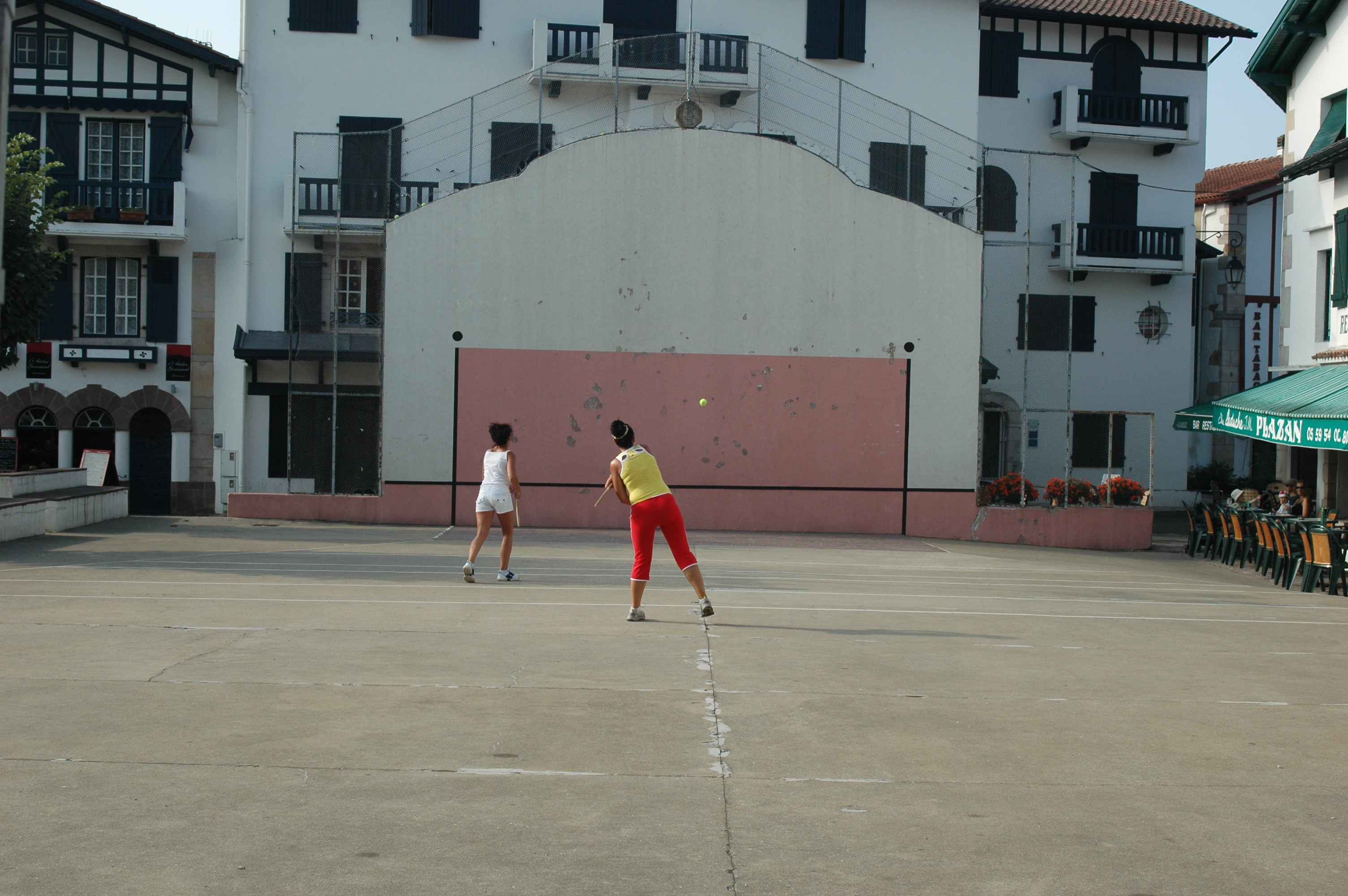
Partie de pala féminine sur le fronton du centre du bourg.

Des associations animent la vie sportive de la commune, apportant des structures dans les domaines de l'athlétisme, du basket-ball, du cyclisme, de la danse traditionnelle, de la gymnastique, de la pelote basque, de la randonnée pédestre, du rugby à XV et du tennis. Une piscine est ouverte au public durant les mois d’été.

Un grand fronton, dit place libre, offre son espace ouvert au centre du bourg, au pied de l’hôtel de-la-Rhune où séjourna Pierre Loti. Sa construction date de 1863,. Il fut reconstruit en 1932. Un autre fronton, chemin de Chourio dispose de tribunes pour les spectateurs. Il fut construit à l’initiative de l’abbé Debidart, par des bénévoles et inauguré en 1932. Un troisième fronton est situé dans le jardin de l’hôtel Larralde. Enfin, le trinquet Laduche, du nom de l’enfant célèbre du village, fut inauguré le 2 mai 1959.

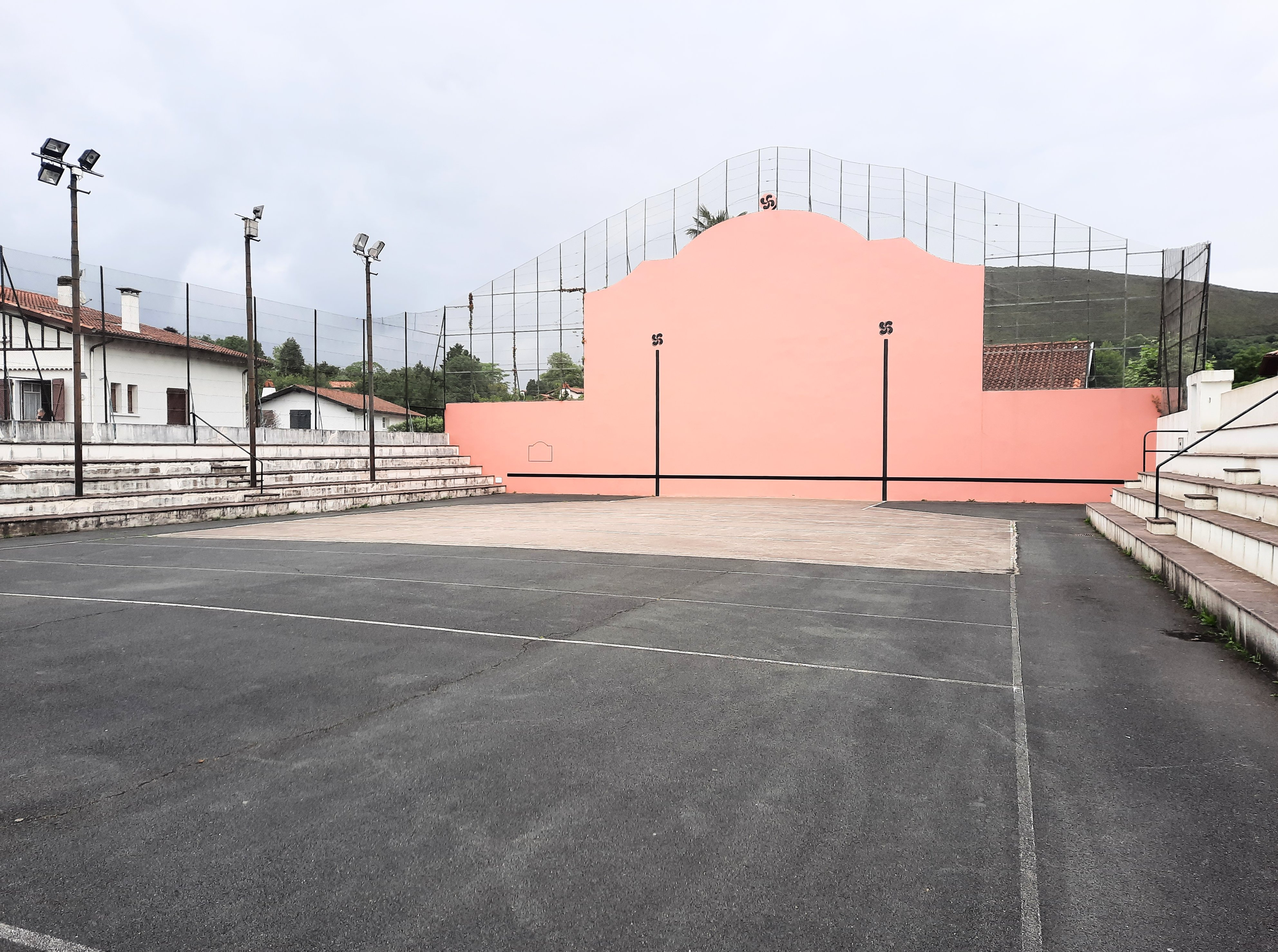
Frontons à Ascain
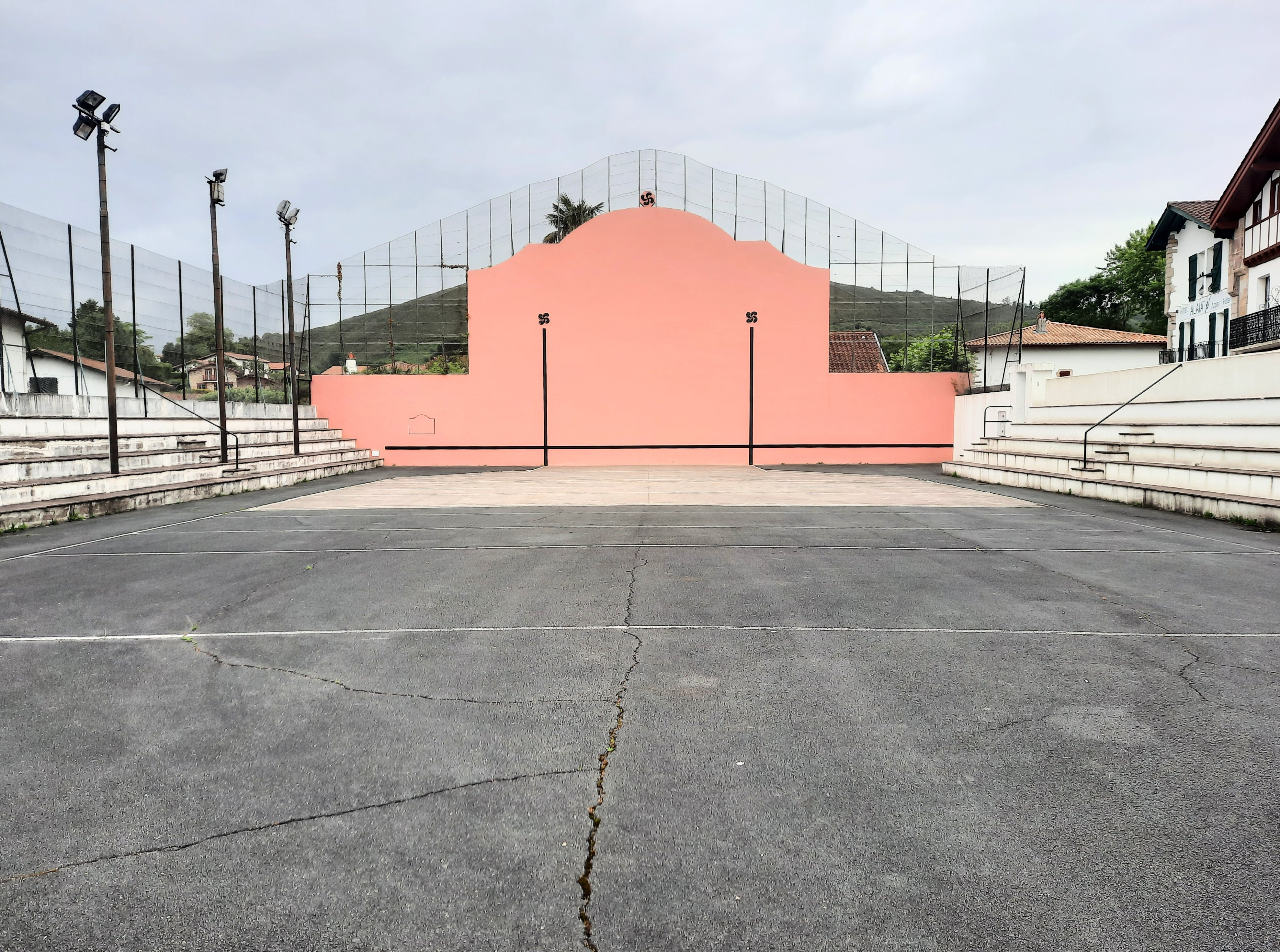
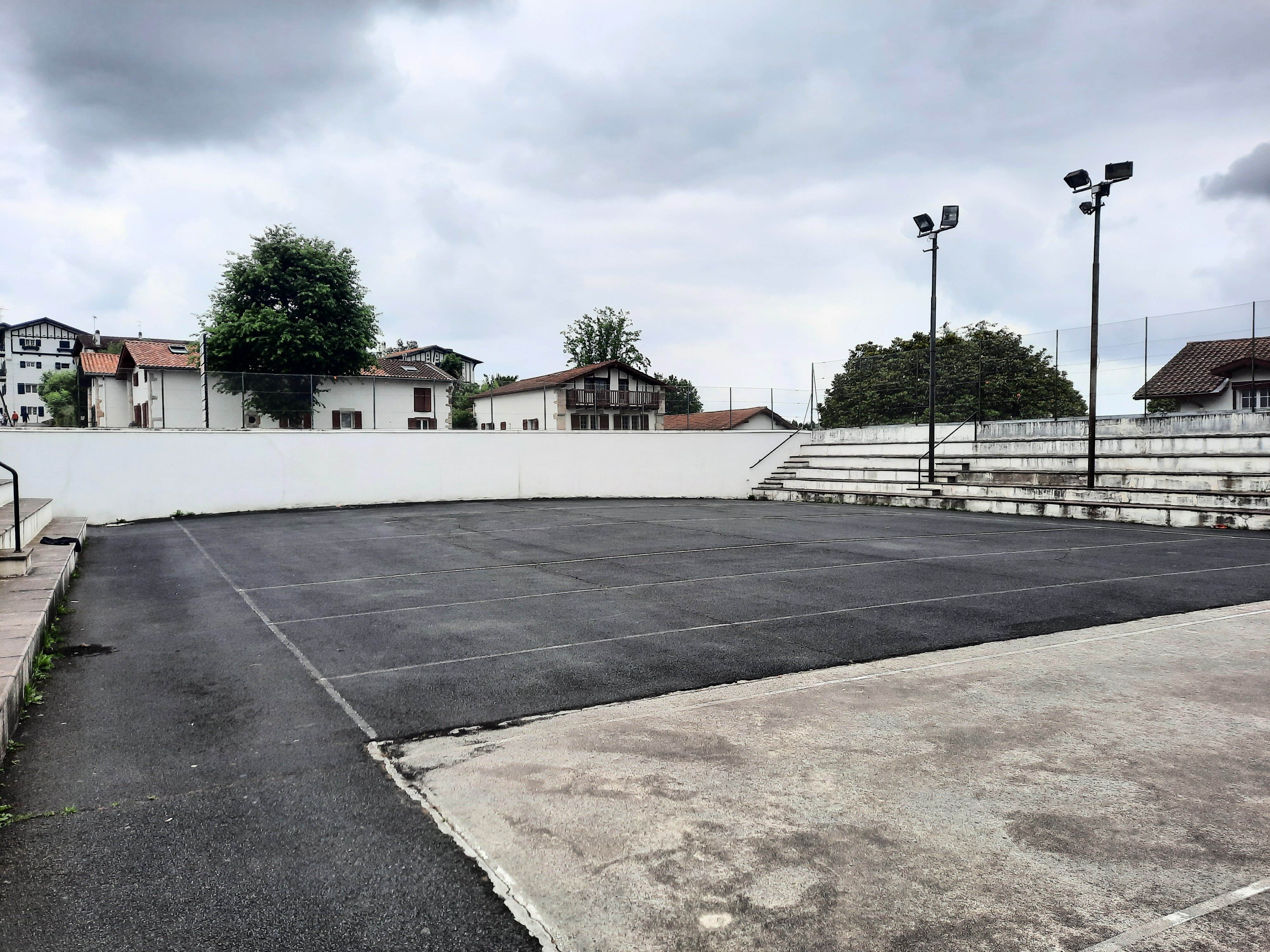

### Culte

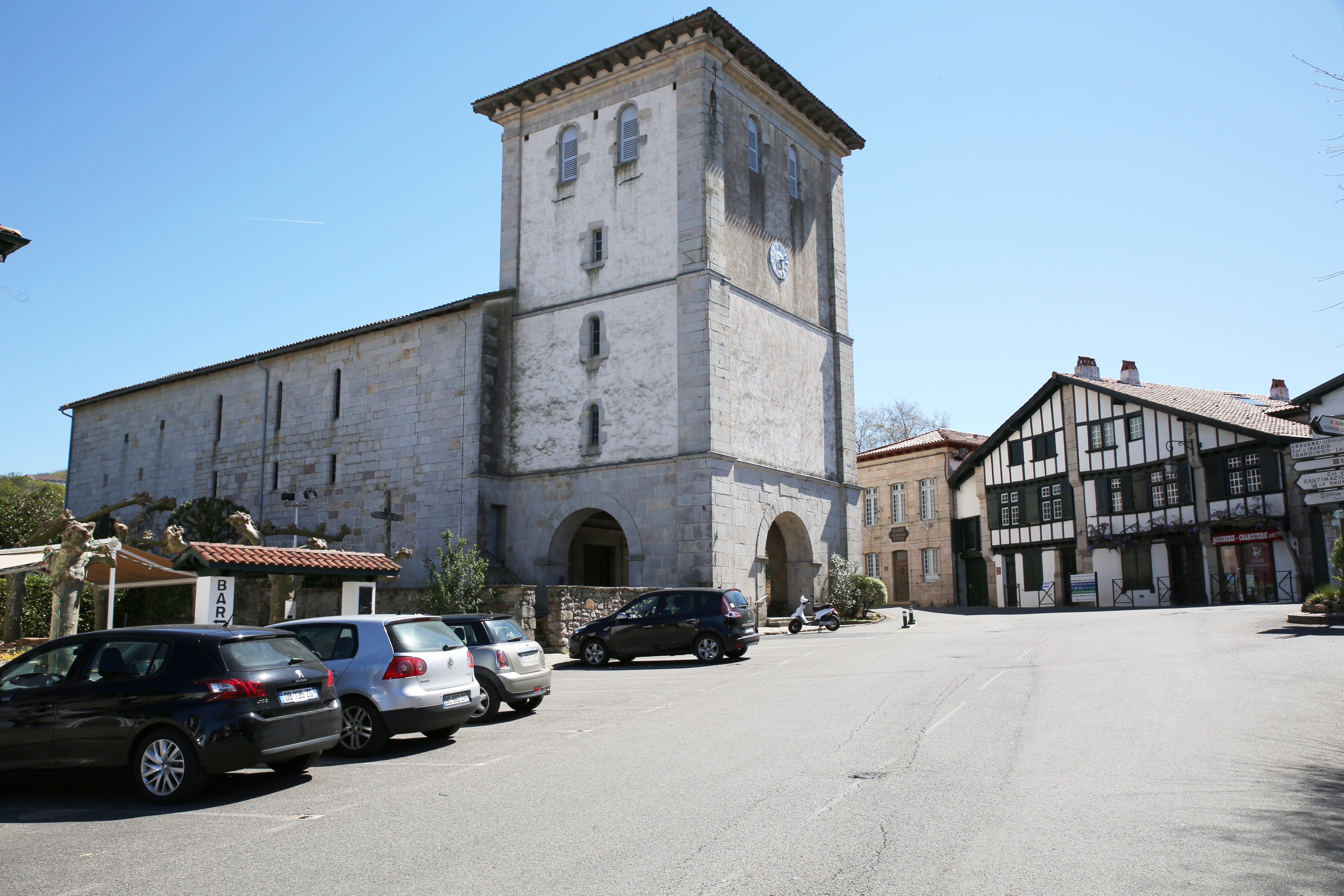
L'église sur la place du village.

La commune a une église catholique, dédiée à Notre-Dame-de-l'Assomption.
Elle dépend de la paroisse « Saint-Esprit de la Rhune - Saint-Pée-sur-Nivelle et alentours » du diocèse de Bayonne, Lescar et Oloron. Cette paroisse regroupe trois lieux de culte dont l'église de l’Assomption d'Ascain. La paroisse, qui assure la continuité du service cultuel, a un conseil pastoral, un conseil paroissial pour les affaires économiques ainsi qu’une communauté de religieuses, les Filles de la Croix, résidant à Saint-Pée-sur-Nivelle.
Une chapelle située non loin du sommet de la Rhune a, pendant plusieurs siècles, été entretenue par un ecclésiastique (prêtre ou ermite) d’une paroisse espagnole ou labourdine. Elle est mentionnée au XVIe siècle (1575) dans un courrier du maréchal de France Blaise de Monluc,. Elle fait également l’objet de dispositions dans le testament de Jean VI de Sossiondo, évêque de Bayonne natif d’Ascain, en 1578 ; il souhaitait que le chapelain de l’ermitage, qui comprenait une chapelle publique en sus de l’habitation, soit un prêtre. En 1680, la chapelle, agrandie au milieu du XVIIe siècle devient la « basilique de la Très Sainte Trinité de la montagne de la Rhune », sous le patronage d’Ascain, Sare, Urrugne et Bera. Dès lors, les charges d’entretien sont réparties en parts égales entre les quatre communes, qui mandatent à tour de rôle un chapelain pour une durée de quatre années. Il ne reste aujourd’hui aucun vestige de cette chapelle qui a été partiellement détruite en 1793 sur ordre du Comité de salut public et qui fut le théâtre des assauts du duc de Wellington contre les troupes napoléoniennes en 1813. La dernière procession eut lieu en 1897 et les fêtes qui l’avaient remplacée furent interdites par les autorités allemandes en 1944 et n’ont jamais repris depuis.

## Économie

### Revenus de la population et fiscalité
En 2011, le revenu fiscal médian par ménage était de 33 923 €, ce qui plaçait Ascain au 9 351e rang parmi les 31 886 communes de plus de 49 ménages en métropole.
En 2009, 41,4 % des foyers fiscaux n'étaient pas imposables.

### Emploi
En 2009, la population âgée de 15 à 64 ans s'élevait à 2 469 personnes, parmi lesquelles on comptait 70,4 % d'actifs dont 65,3 % ayant un emploi et 5,0 % de chômeurs.
On comptait alors 774 emplois dans la zone d'emploi, contre 535 en 1999. Le nombre d'actifs ayant un emploi résidant dans la zone d'emploi étant de 1 629, l'indicateur de concentration d'emploi est de 47,5 %, ce qui signifie que la zone d'emploi offre un peu moins d'un emploi pour deux habitants actifs.
Le taux d’activité des actifs est inférieur à celui du département (70,4 % à comparer aux 71,4 % des Pyrénées-Atlantiques),. Ce commentaire général doit toutefois être nuancé. En effet, si la tranche d’âge des 55 à 64 ans enregistre un écart négatif important par rapport au référentiel départemental (35,4 % vs. 40,7 %), le taux d’activité de la tranche d’âge de 15 à 24 ans est lui substantiellement supérieur à la donnée du département (45,7 % vs. 40,5 %).
|             | Population | Actifs | Taux d’activité en % | Actifs ayant un emploi | Taux d’emploi en % |
| Ensemble    | 2 469      | 1 737  | 70,4                 | 1 613                  | 65,3               |
| 15 à 24 ans | 387        | 177    | 45,7                 | 154                    | 39,7               |
| 25 à 54 ans | 1 506      | 1 357  | 90,1                 | 1 270                  | 84,3               |
| 55 à 64 ans | 575        | 204    | 35,4                 | 190                    | 32,9               |

| Ensemble                                                     | 848 | 100,0 | 539 | 100,0 |
| Agriculture                                                  | 26  | 3,1   | 32  | 5,9   |
| Industrie                                                    | 93  | 10,9  | 84  | 15,6  |
| Construction                                                 | 129 | 15,2  | 84  | 15,6  |
| Commerce, transports, services divers                        | 398 | 46,9  | 205 | 38,0  |
| Administration publique, enseignement, santé, action sociale | 203 | 23,9  | 134 | 24,9  |
| Sources des données : les comptes des communes - Ascain.     |     |       |     |       |

Les commentaires suivants sont toujours faits au regard de la situation de 2009, au besoin comparée à celle de 1999 :
- l'ensemble des emplois de la commune a augmenté de 57,3 % entre 1999 et 2009 ;
- la part des emplois consacrés à l'agriculture et à l'industrie est en nette diminution par rapport à 1999 (14,0 % vs. 21,5 %) ;
- près de 50 % des emplois sont créés par les activités de commerce, transports et services divers, et leur part relative est en nette augmentation par rapport à 1999 (+ 8,9 points de base entre les deux situations) ; la valeur absolue du nombre d'emplois concernés par ce secteur a presque doublé entre les deux années (+ 94,1 %) ;
- la part relative de deux des secteurs, la construction d'une part, et l'administration publique, l'enseignement, la santé et l'action sociale d'autre part, fait montre d'une légère diminution, mais pour chacun d'eux le nombre d'emplois a augmenté de plus de 50 % en valeur absolue de 1999 à 2009 (respectivement + 53,6 % et + 51,5 %).

### Entreprises et commerces

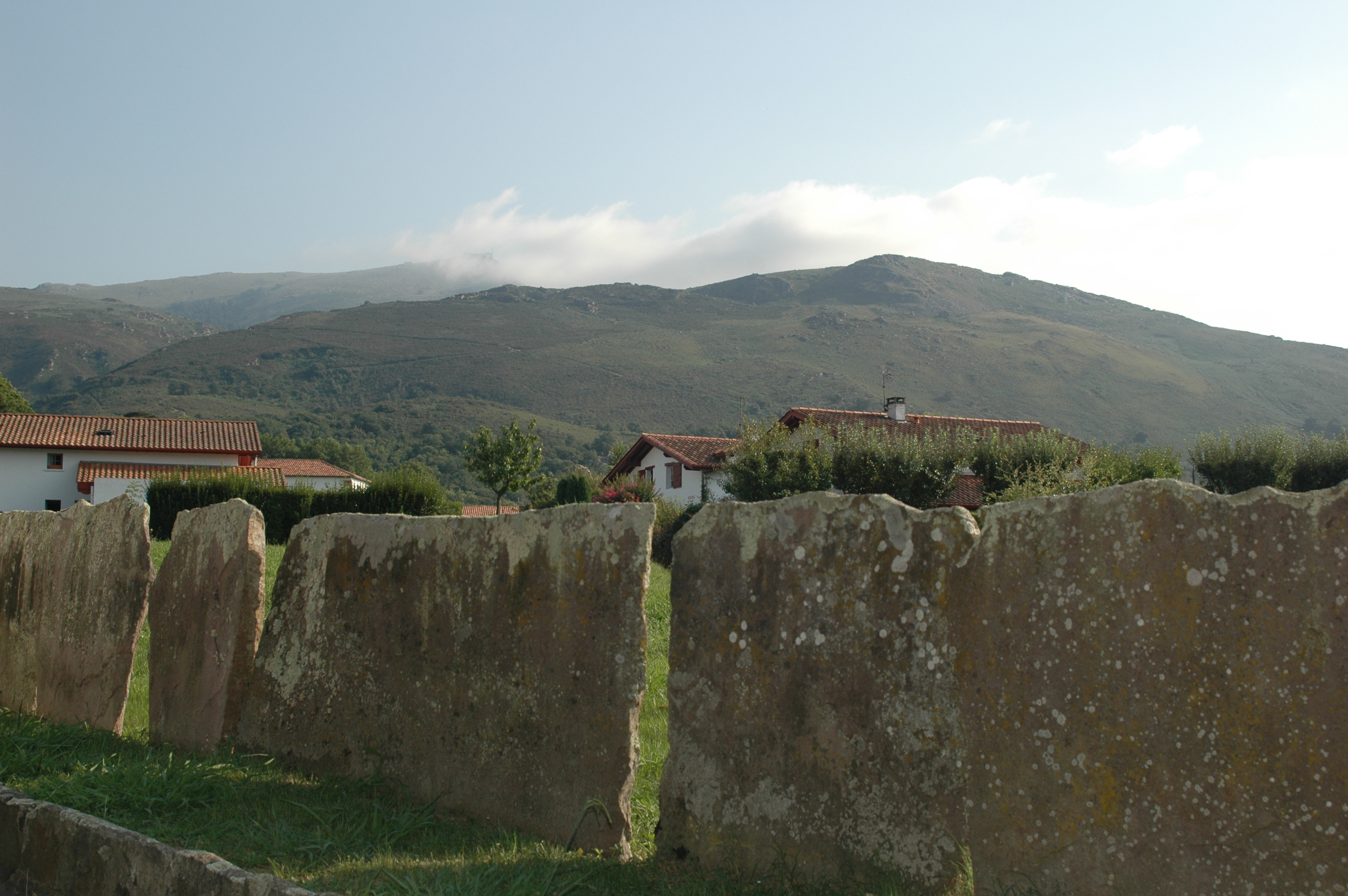
Pierres de la Rhune clôturant un pré.

Au 31 décembre 2010, Ascain comptait 379 établissements : 31 dans l’agriculture-sylviculture-pêche, 34 dans l'industrie, 67 dans la construction, 202 dans le commerce-transports-services divers et 45 étaient relatifs au secteur administratif.
En 2011, 31 entreprises ont été créées à Ascain, dont 15 par des auto-entrepreneurs.
L’agriculture reçoit une attention particulière de la part des équipes dirigeantes de la localité qui ont construit leur plan local d’urbanisme (PLU), adopté par le conseil municipal du 27 février 2014, avec l’objectif affiché de préserver l’environnement naturel et agricole. Les fêtes d’octobre, Pastore Lore, sont également une illustration de cet attachement aux valeurs agricoles, en l’occurrence pastorales. La localité a d’ailleurs reçu le label Station verte, décerné aux communes qui agissent en faveur du tourisme et de la nature.
Par ailleurs, Ascain fait partie de la zone d'appellation de l'ossau-iraty. 
Dans les faits, on constate (voir le paragraphe précédent portant sur l’emploi à Ascain) que la commune a adopté une démarche volontariste vers le tourisme, et que près de 50 % des emplois présents dans la localité (398 des 848 emplois de 2009) sont consacrés au commerce, transports et services divers ; les emplois de ce secteur ont presque doublé en 10 ans.
Les strates d’argilite et de grès déposées il y a 200 millions d’années ont été exploitées dès la Protohistoire. L’extraction et le façonnage ont permis de produire des pierres meulières pesant jusqu’à 3,5 tonnes, mais également des lauzes de deux types, d'une part de grandes plaques pouvant être jetées en travers de ruisseaux pour servir de pont et de dimensions importantes (4 mètres sur 8), et d’autre part des dalles de dimensions pouvant aller jusqu’à 1,5 mètre ; ces dernières sont très couramment utilisées pour assurer la clôture des champs. Au XIXe siècle, les pierres de la Rhune sont utilisées pour paver les rues de localités voisines (Anglet, Bayonne) mais également celles de Fréjus, Monte-Carlo, Arles, Angers, Angoulême et Saint-Brieuc. À partir des années 1960, les petites carrières sont abandonnées pour des raisons de rentabilité. Il ne reste aujourd’hui qu’une seule exploitation d’extraction de pierres de la Rhune, située à Ascain.
Deux brasseries (Akerbeltz et Oldarki) sont présentes à Ascain.
Les commerces locaux (quatre salons de coiffure, un fleuriste, un pressing, un distributeur de presse, un traiteur, deux boulangeries, une pharmacie, deux cavistes, une boucherie et une supérette) assurent une certaine autonomie à la commune et l’accueil touristique.
L’office de tourisme d’Ascain, ouvert toute l’année, oriente les visiteurs vers les activités traditionnelles de la localité (excursions et découvertes), ainsi que vers l’hébergement disponible (hôtels, chambre d’hôtes, campings et locations),.

## Patrimoine
Ascain compte six monuments inscrits à l'inventaire des monuments historiques et un objet inscrit.

### Patrimoine civil

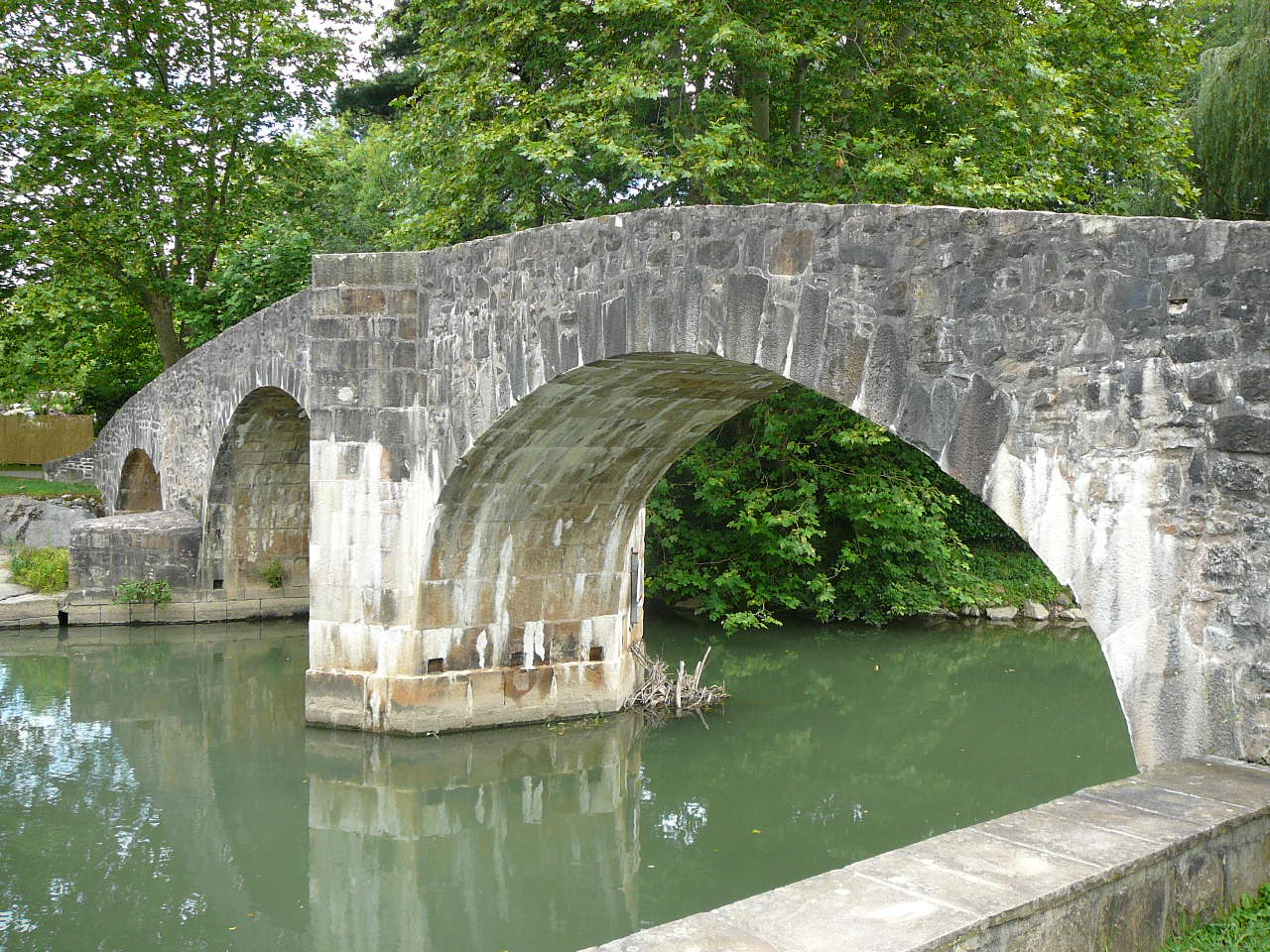
Le pont romain.

#### Cercle de cromlechs
Un ensemble de neuf cromlechs se dresse au lieu-dit Aïra-Harri ; classé monument historique depuis le 13 octobre 1956, il est propriété de la commune.

#### Le pont romain
Le pont sur la Nivelle appelé « Pont Romain » (en basque Ur Hertsi), est inscrit depuis le 19 mai 1925. Il date du Ve siècle, c'est-à-dire du dernier siècle de l'Empire romain en Gaule, et en Europe occidentale en général (l'Empire romain d'Occident disparait en 476).
Il est accessible à partir de la D918 (ici appelée « route de Saint-Jean-de-Luz ») qui suit la rive droite de la Nivelle, au carrefour avec la « route de Montségur » qui devient le « chemin du Pont Romain », d'abord rue, puis chemin. Celui-ci, après le franchissement du pont suit le cours du ruisseau Galardiko Erreka jusqu'à la « Route d'Erroteria ». Ce chemin est une voie pavée, dite « voie romaine ».
C'est un ouvrage orienté nord-sud d’une quarantaine de mètres de longueur, à trois arches de hauteur inégale (l'arche centrale étant la plus élevée), soutenant une chaussée en dos d’âne. La pile centrale porte sur sa face nord-est une pierre sculptée représentant une tête (visible seulement à marée basse), servant de témoin de hauteur d’eau.
Très affaibli par les inondations du 26 août 1983 qui déstabilisent les berges et éprouvent les fondations, il subit un effondrement de la pile centrale lors de la crue de décembre 1994. Il est restauré par la suite.
Lors de la retraite depuis l'Espagne des troupes françaises en 1813, il est considéré comme un point stratégique important et l’une de ses arches est détruite pour empêcher le passage de l'artillerie de l’armée de Wellington.

#### Les ouvrages de 1813
Cette même guerre d'indépendance espagnole a laissé d’autres témoignages sur le territoire de la localité, telles les redoutes d'Esnaur et de Biscarzoun, sur la ligne de défense de maréchal Soult à la frontière franco-espagnole face à l'armée de Wellington,,.

#### Maison de Ferdinand Pinney Earle
La maison de Ferdinand Pinney Earle, située à proximité du pont romain, est inscrite aux monuments historiques depuis le 13 janvier 2000.
Ferdinand Pinney Earle (1878-1951) est un décorateur de cinéma (Papa longues jambes en 1919, Ben-Hur en 1925), frère du réalisateur William P.S. Earle. Installé à Ascain en 1930, il fait construire un édifice de style mexicain, sur un plan en forme de révolver. À l'époque, les habitants l'appellent la « maison du fou » (eroen etxea).

#### Stèle des évadés
En 1947, une stèle des évadés de France a été mise en place à la mémoire des résistants qui ont quitté la France pour rejoindre la France libre du général de Gaulle en passant par l'Espagne durant la Seconde Guerre mondiale.

### Patrimoine religieux

L’église Notre-Dame-de-l’Assomption.
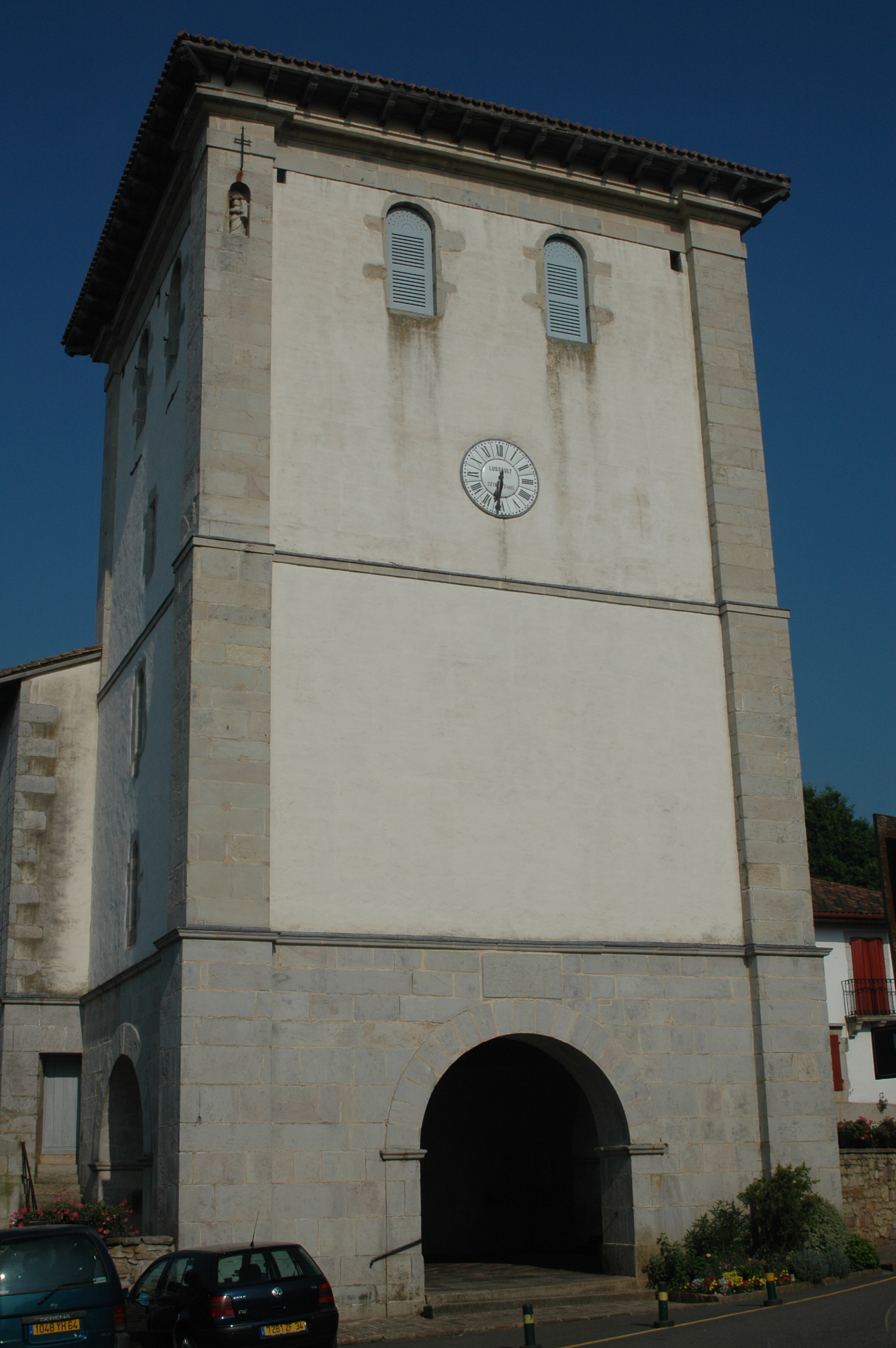
Le porche, soubassement du clocher-donjon.
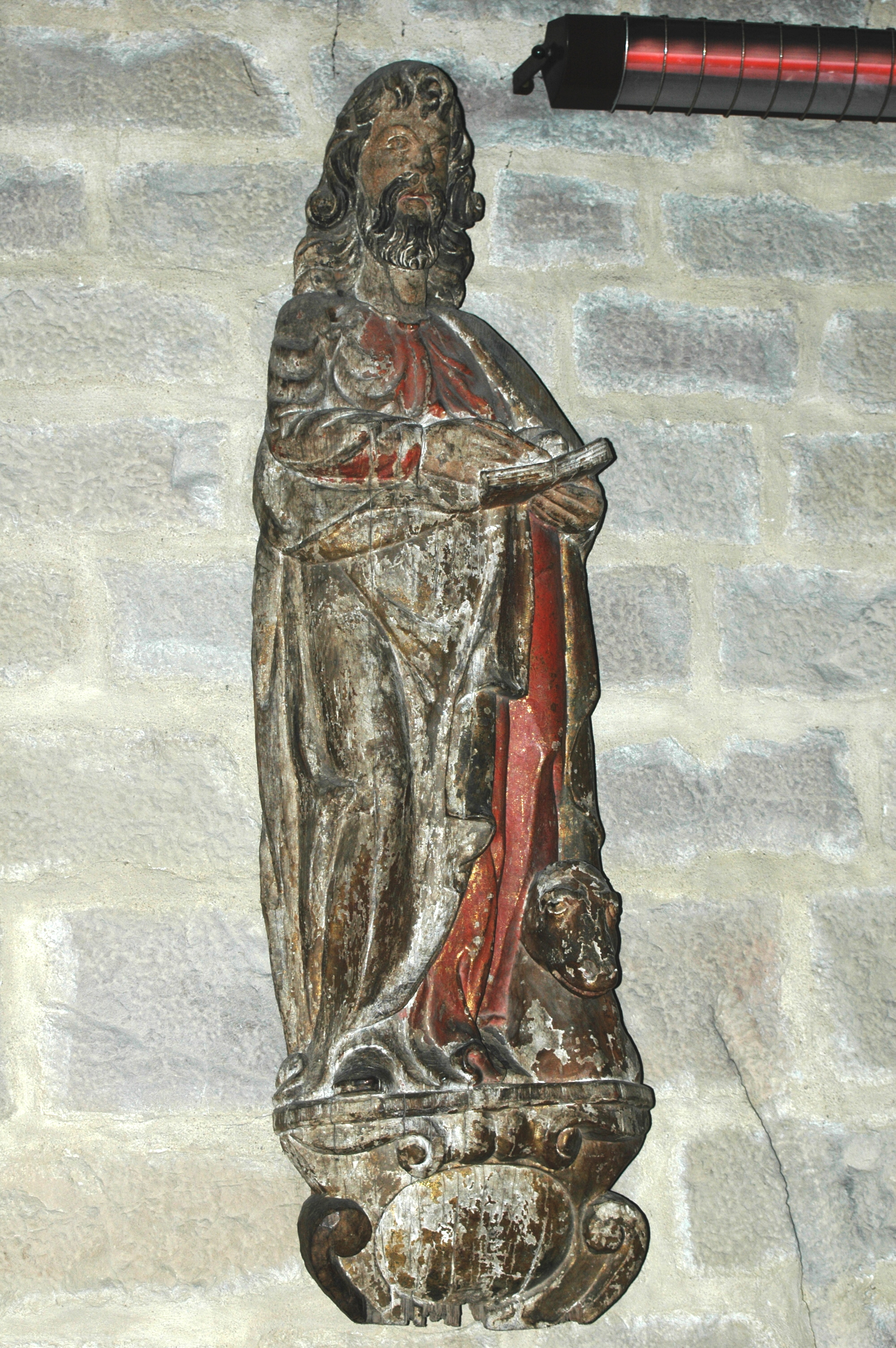
Statue de saint Luc, XVIIe siècle[Note 24].
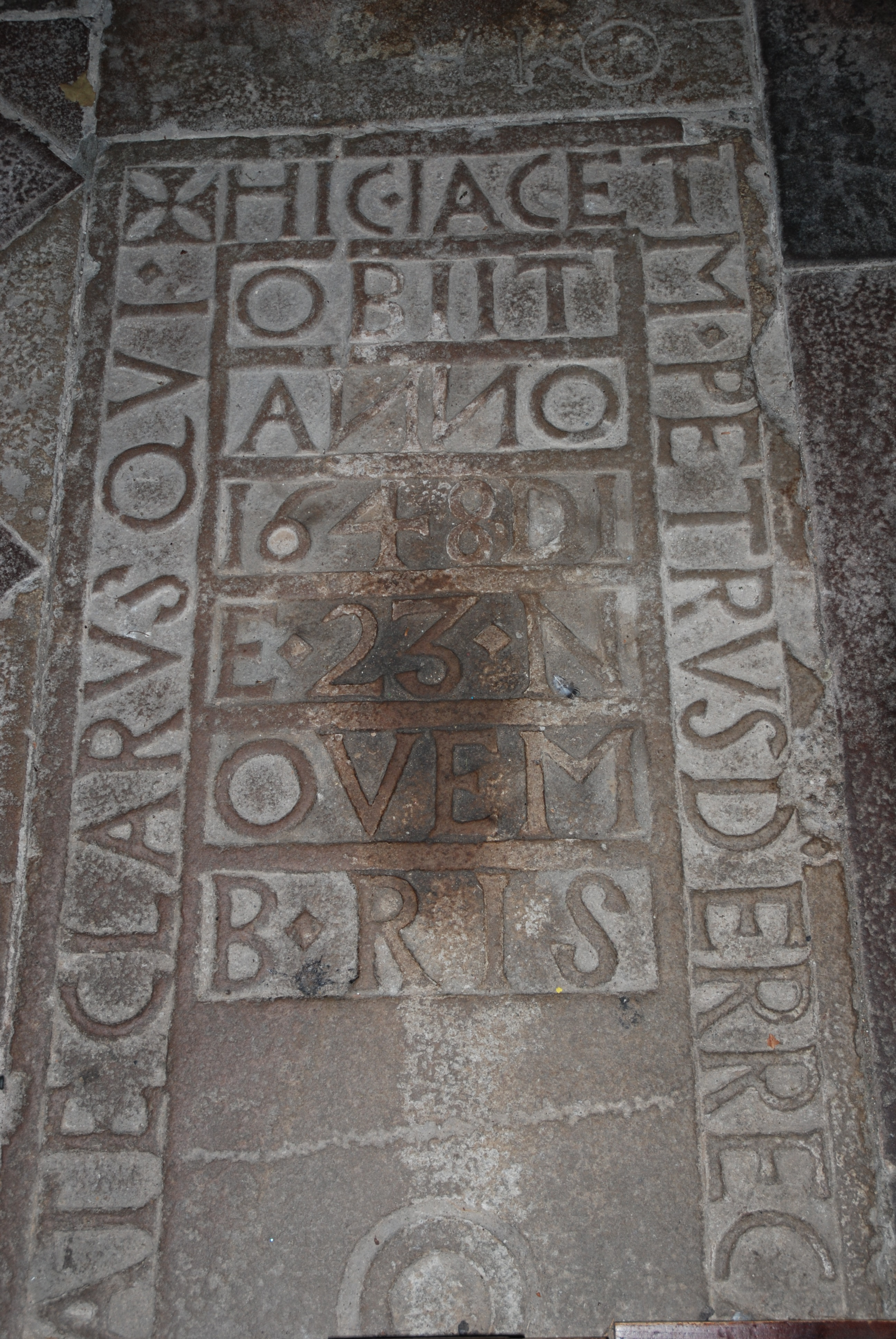
Dalle mortuaire de 1648.
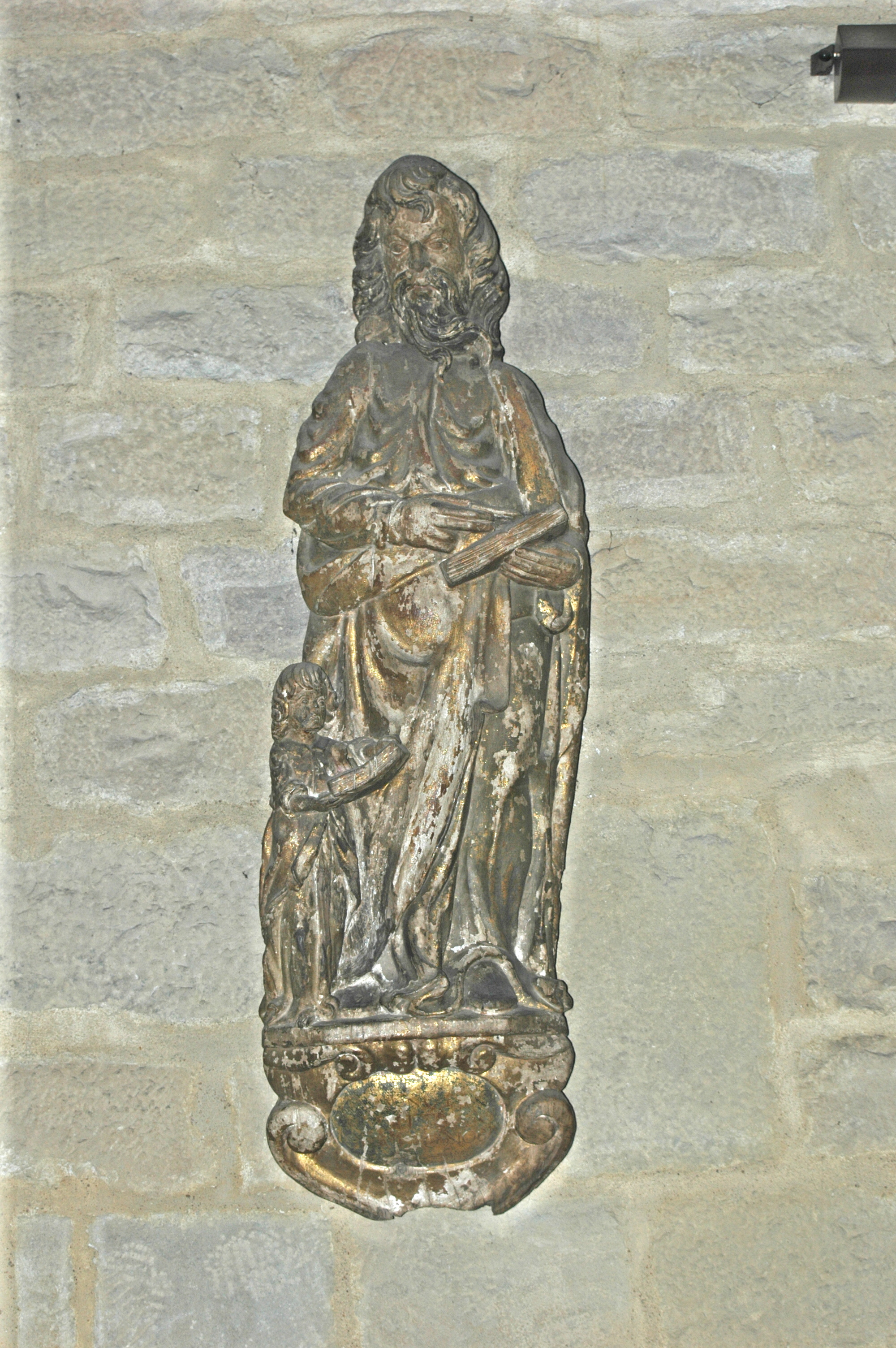
Statue de saint Mathieu, XVIIe siècle[Note 25].
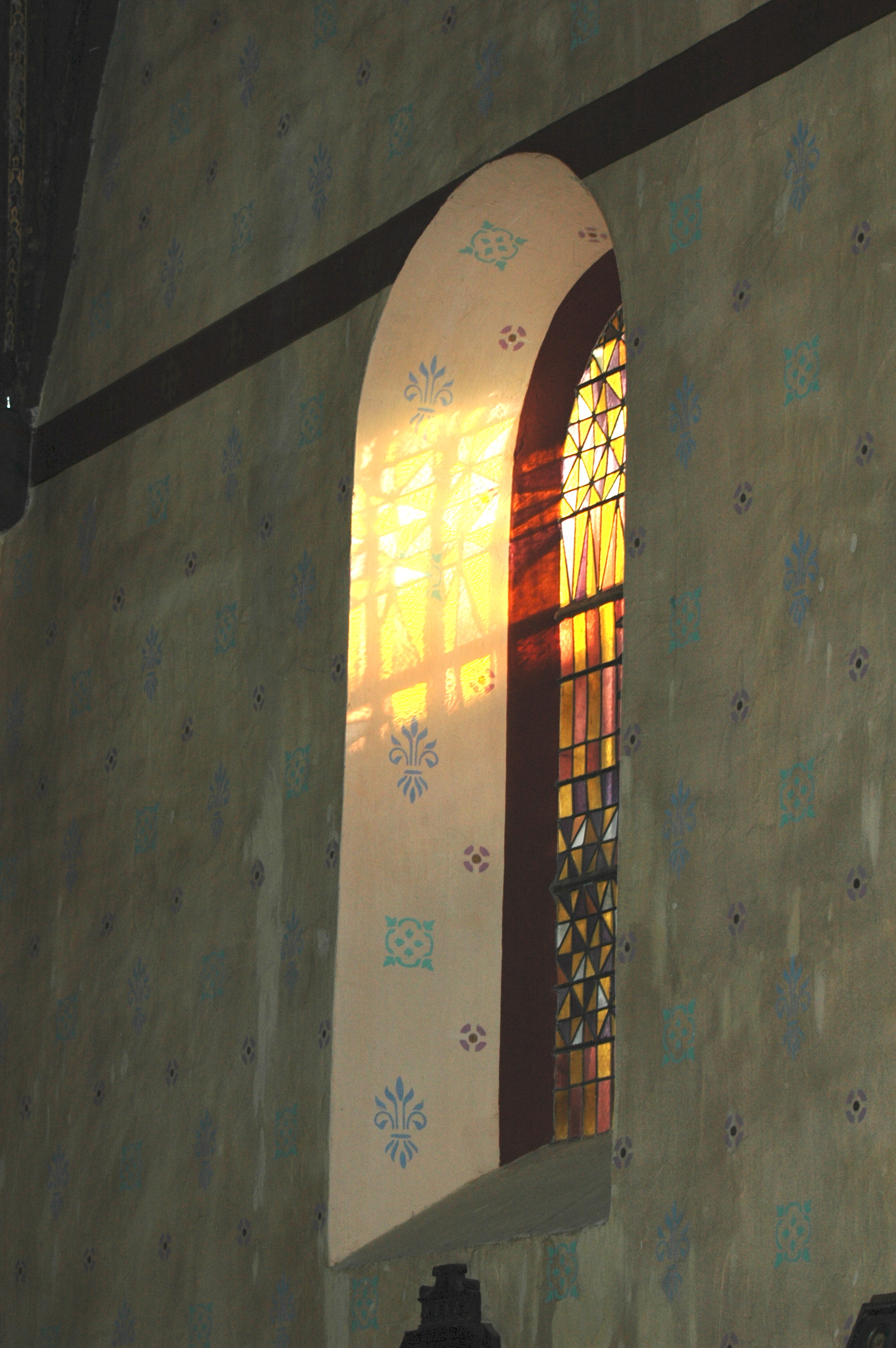
Éclairage naturel provenant d'un vitrail latéral.

L'église Notre-Dame-de-l'Assomption, qui conserve des vestiges médiévaux, fut agrandie aux XVIe et XVIIe siècles ; elle fut inaugurée sous Louis XIII en 1626. En 1605, Mgr Bertrand d'Eschaud, évêque de Bayonne, visitant la paroisse d'Ascain, permit « auxdits paroissiens de ladite paroisse de vendre et aliéner les sépultures que bon semblera et en faveur de qui leur plairont pour le produit de la vente (destiné à) être employé à la faction, réparation et parachèvement de l'œuvre de l'église ».
Il s’agit d’un édifice orienté ouest-est, de 40 mètres sur 11,40 mètres et d’une hauteur intérieure de 10,70 mètres au niveau de la nef. Comme dans beaucoup d’églises basques, trois tribunes en chêne s’élèvent au fond et sur les flancs. Le retable en bois doré est fidèle au style du XVIIe siècle. Un ex-voto du XIXe siècle, maquette d’un trois-mâts, rappelle l’activité de construction navale du village et l’existence d’une communauté de pêcheurs.
L’église recèle également une Vierge à l'Enfant qui est un moulage d'une statue du XIVe siècle ; l'original en marbre, connu sous le nom de « Vierge de Longchamp », est conservé au Musée de Cluny, à Paris. Des pierres tombales en grès rose de la Rhune recouvrent le sol ; la plus ancienne est de 1620.
La chapelle de Serres, dédiée à saint Jacques et récemment restaurée, a été au Moyen Âge un relais actif pour les pèlerins de Saint-Jacques-de-Compostelle.

### Patrimoine naturel

Patrimoine naturel d’Ascain - La faune (sélection).
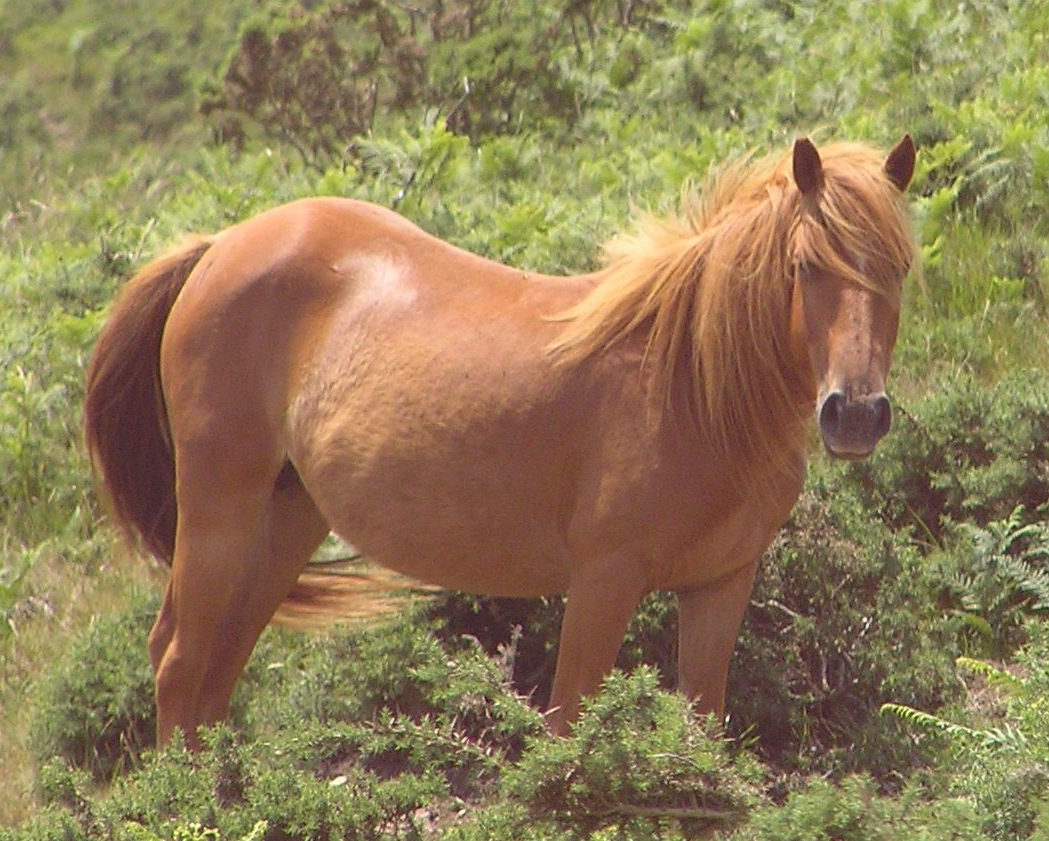
Pottok.
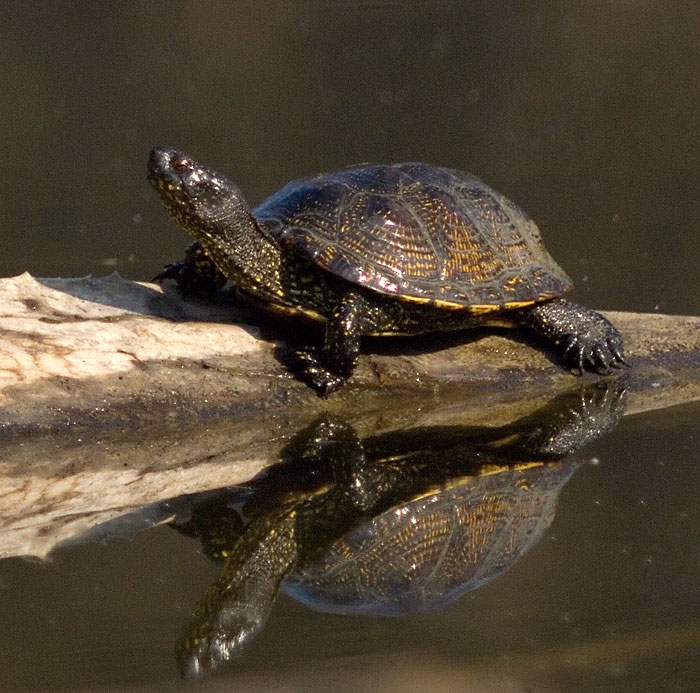
Cistude.
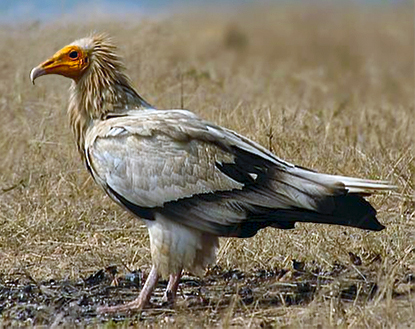
Percnoptère d’Égypte.
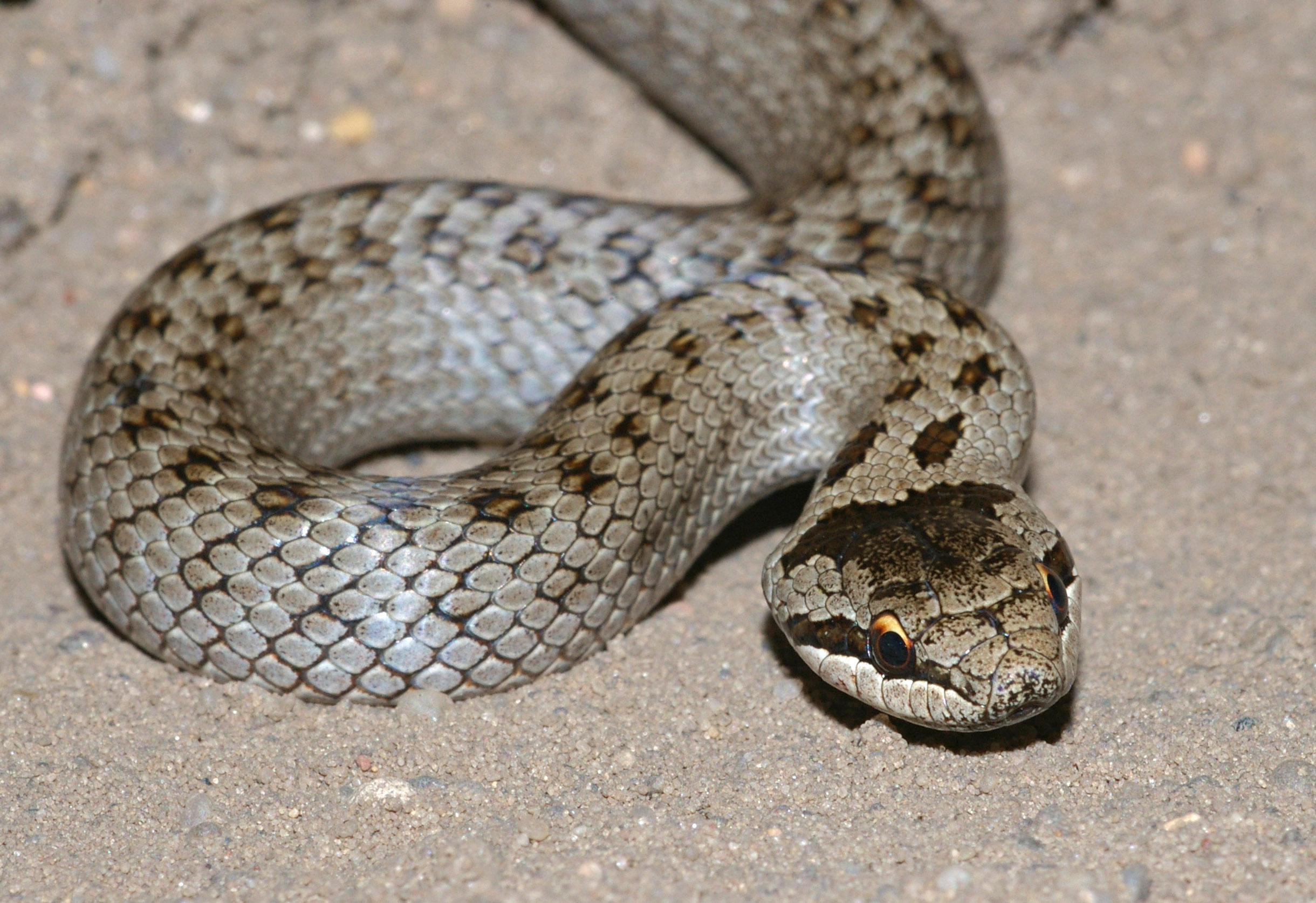
Coronelle lisse.
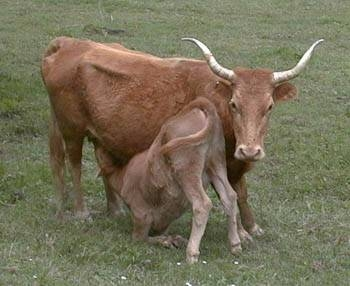
Betizu.

Ascain est en partie incluse dans l'ensemble dit du Labourd, site inscrit d'environ 15 000 ha concernant également les communes d'Ainhoa, Espelette, Itxassou, Sare, Saint-Pée-sur-Nivelle, Souraïde et Urrugne.
Le territoire de la commune présente partiellement un intérêt écologique reconnu par un classement en zone naturelle d'intérêt écologique, faunistique et floristique (ZNIEFF) de 1re et de 2e générations.
La ZNIEFF de 1re génération et de classe 1 s’adresse aux petits espaces homogènes, qui couvrent 10 % du territoire de la localité. Elle décrit en particulier les barthes de la basse vallée de la Nivelle, la tourbière dite des « Trois Fontaines » ainsi que les landes de Suhamendi-Azkaine,,. Outre à de nombreuses espèces d’arbres, plantes et fleurs, cette protection s’applique au Vautour fauve (Gyps fulvus), au Milan noir (Milvus migrans) et au Vautour Percnoptère (Neophron percnopterus).
La ZNIEFF de 1re génération et de classe 2 concerne les grands espaces naturels riches, qui représentent 39 % de la surface communale. Elle s’adresse au mont Choldokogagna, à la Rhune et au fond du bassin de Sare ainsi qu’au réseau hydrographique de la Nivelle,. Elle protège des arachnides, des gastéropodes, des insectes, des oiseaux, des poissons, des reptiles, des champignons et une flore variée.
La ZNIEFF de 2e génération et de classe 1 (petits espaces homogènes) couvre 1 % de la zone communale (5,3 ha). Elle élargit le champ de la tourbière des Trois Fontaines et y inclut un ruisseau. Elle souligne la présence du rare Licopode des tourbières (Lycopodiella inundata), des Droséra intermédiaire (Drosera intermedia) et à feuilles rondes (Drosera rotundifolia) ainsi que de sphaignes menacées (Sphagnum fallax et Sphagnum molle).
La tourbière des Trois Fontaines s’établit à une altitude de 545 mètres. Outre les droséras déjà citées, on y trouve la Digitale pourpre (Digitalis purpurea).
La protection de la Nivelle enregistrée Site d’intérêt communautaire par le réseau Natura 2000 est placée sous la responsabilité locale de la Direction régionale de l’Environnement, de l’Aménagement et du Logement Aquitaine et vise essentiellement la faune. Elle concerne en particulier deux mammifères, le Desman des Pyrénées (Galemys pyrenaicus) et le vison d'Europe (Mustela lutreola) ; un reptile, la Cistude (Emys orbicularis) ; six poissons, la Grande alose (Alosa alose), les Lamproies de rivière (Lampetra fluviatilis), marine (Petromyzon marinus) et de Planer (Lampetra planeri), le Toxostome (Parachondrostoma toxostoma) et le Saumon atlantique (Salmo salar) ; deux invertébrés, l’écrevisse à pattes blanches (Austropotamobius pallipes) et la moule perlière d'eau douce (Margaritifera margaritifera). La seule plante protégée est l’Angélique des estuaires (Angelica heterocarpa).
La Rhune fait l'objet d'une protection en tant que site classé, formalisée par le décret du 8 septembre 1980. L'emprise de cette protection s'étend sur les communes d'Ascain, de Sare et d'Urrugne,. Elle retient le caractère environnemental privilégié de cette montagne qui, du fait de la proximité de l'océan et de la douceur du climat, rassemble des conditions propices à une végétation généreuse.
Les pentes de la Rhune accueillent une faune très riche, domestiquée (pottok, betizu, manechs tête noire et tête rousse) ou sauvage. Cette seconde catégorie se caractérise en particulier par la présence du Vautour fauve (Gyps fulvus), du Gypaète barbu (Gypaetus barbatus), du Percnoptère d’Égypte (Neophron percnopterus), du Faucon crécerelle (Falco tinnunculus), du Traquet motteux (Oenanthe oenanthe), du Blaireau européen (Meles meles), du Renard roux (Vulpes vulpes), de la Genette commune (Genetta genetta) et de la Coronelle lisse (Coronella austriaca).
Dans son palmarès 2014, le Conseil national des villes et villages fleuris de France a attribué trois fleurs à la commune au concours des villes et villages fleuris (première attribution en 2004).

Patrimoine naturel d’Ascain - La flore (sélection).
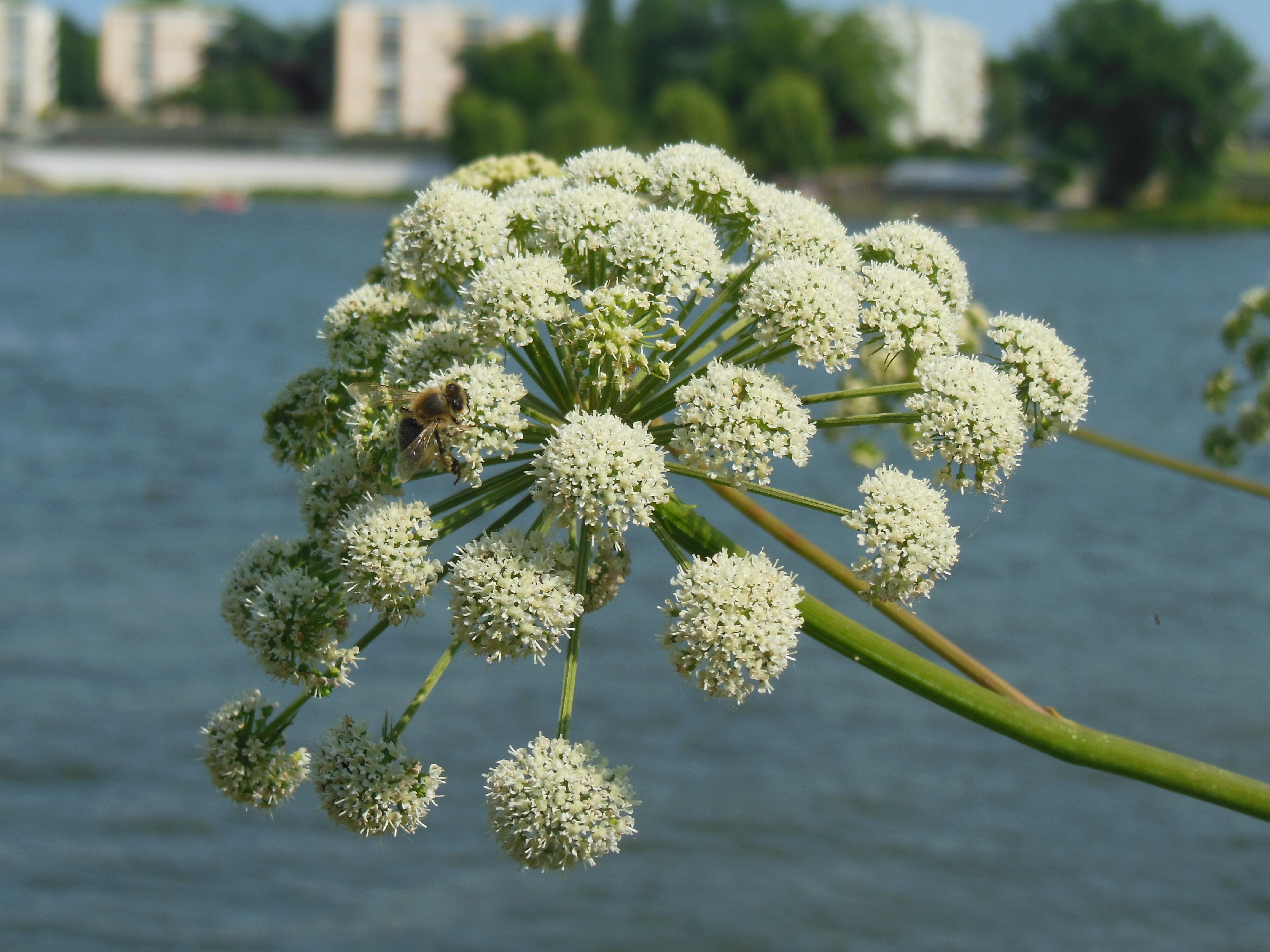
L'Angélique des estuaires.
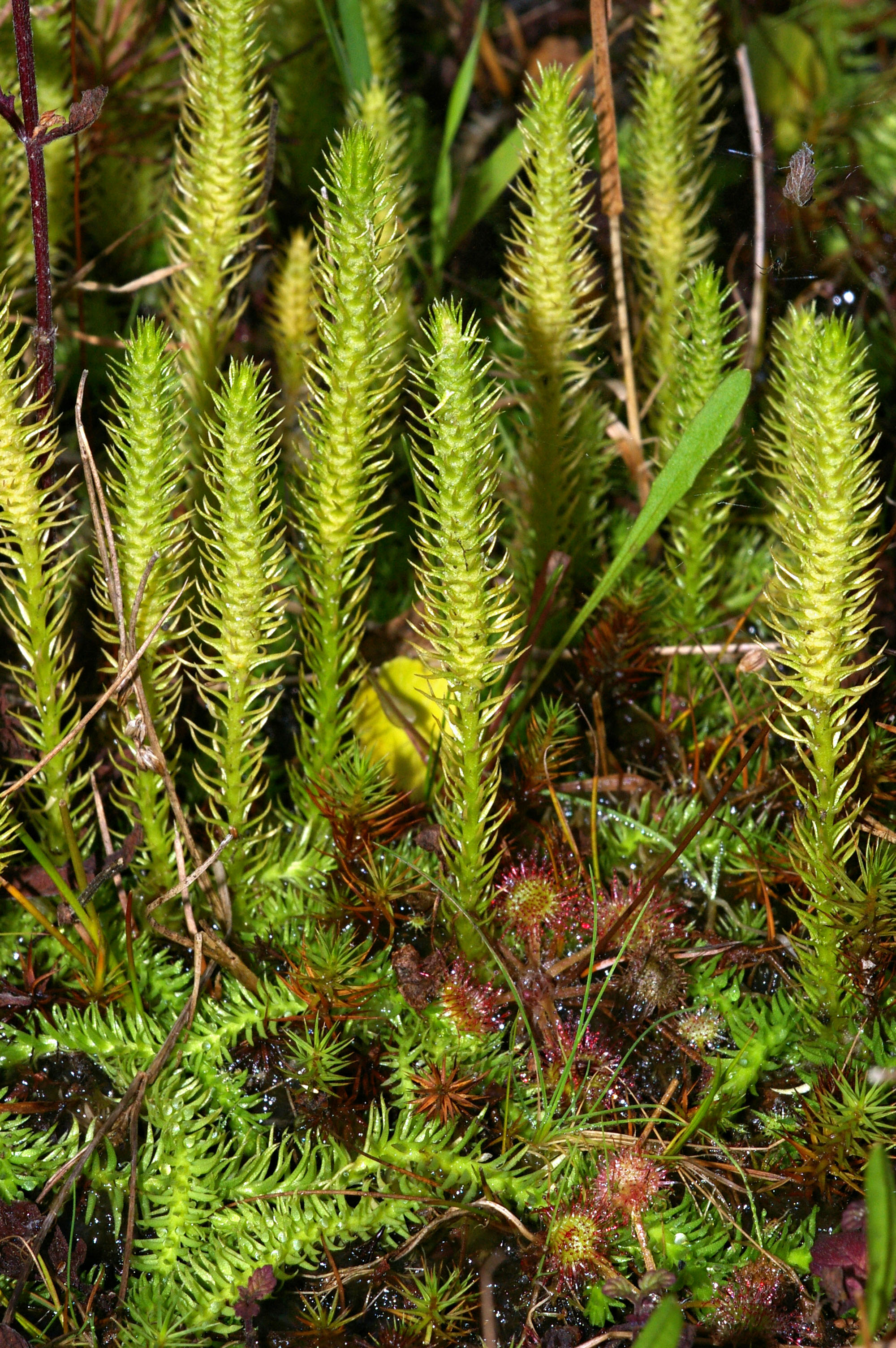
Le Lycopode des tourbières.
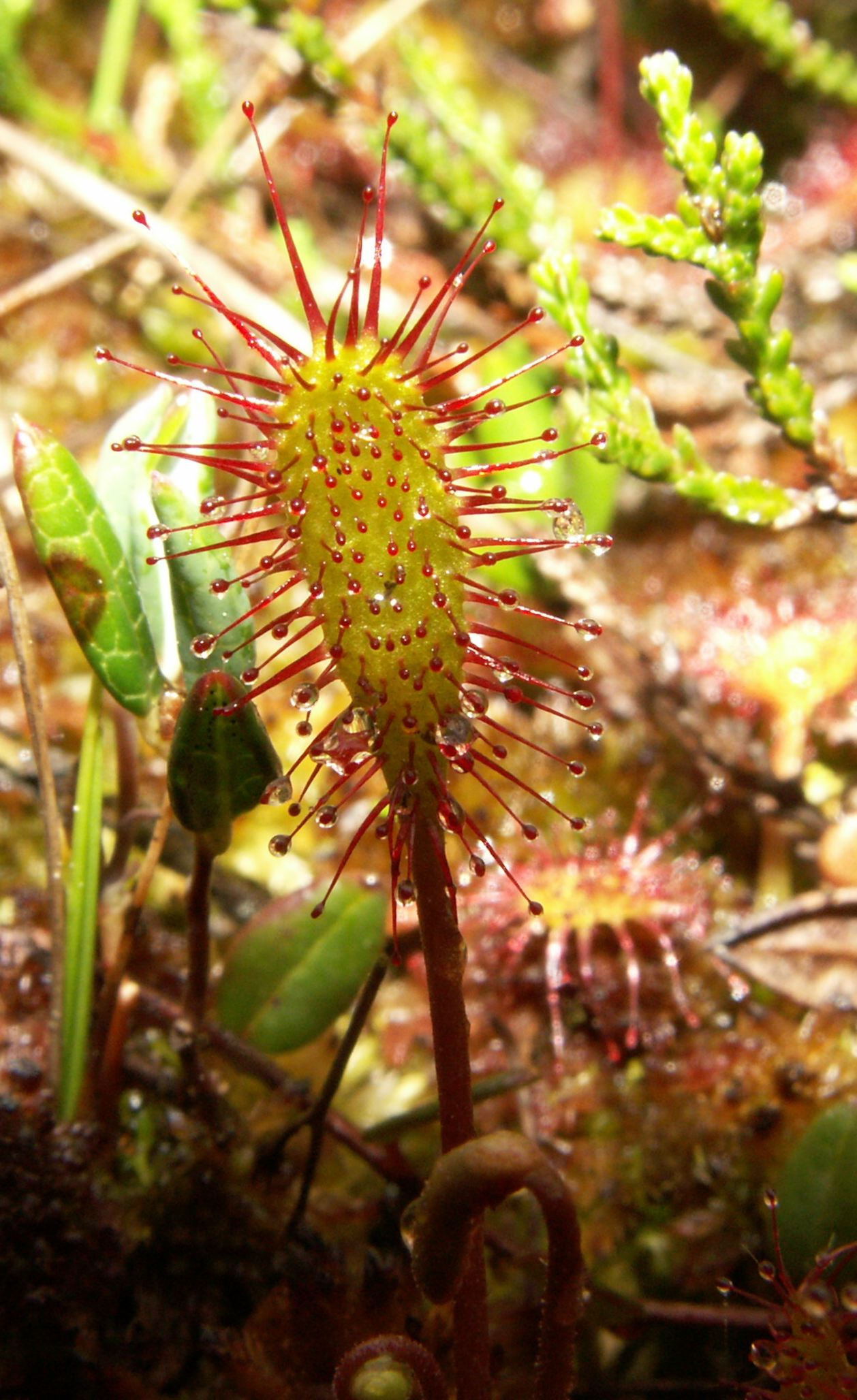
La Droséra intermédiaire.
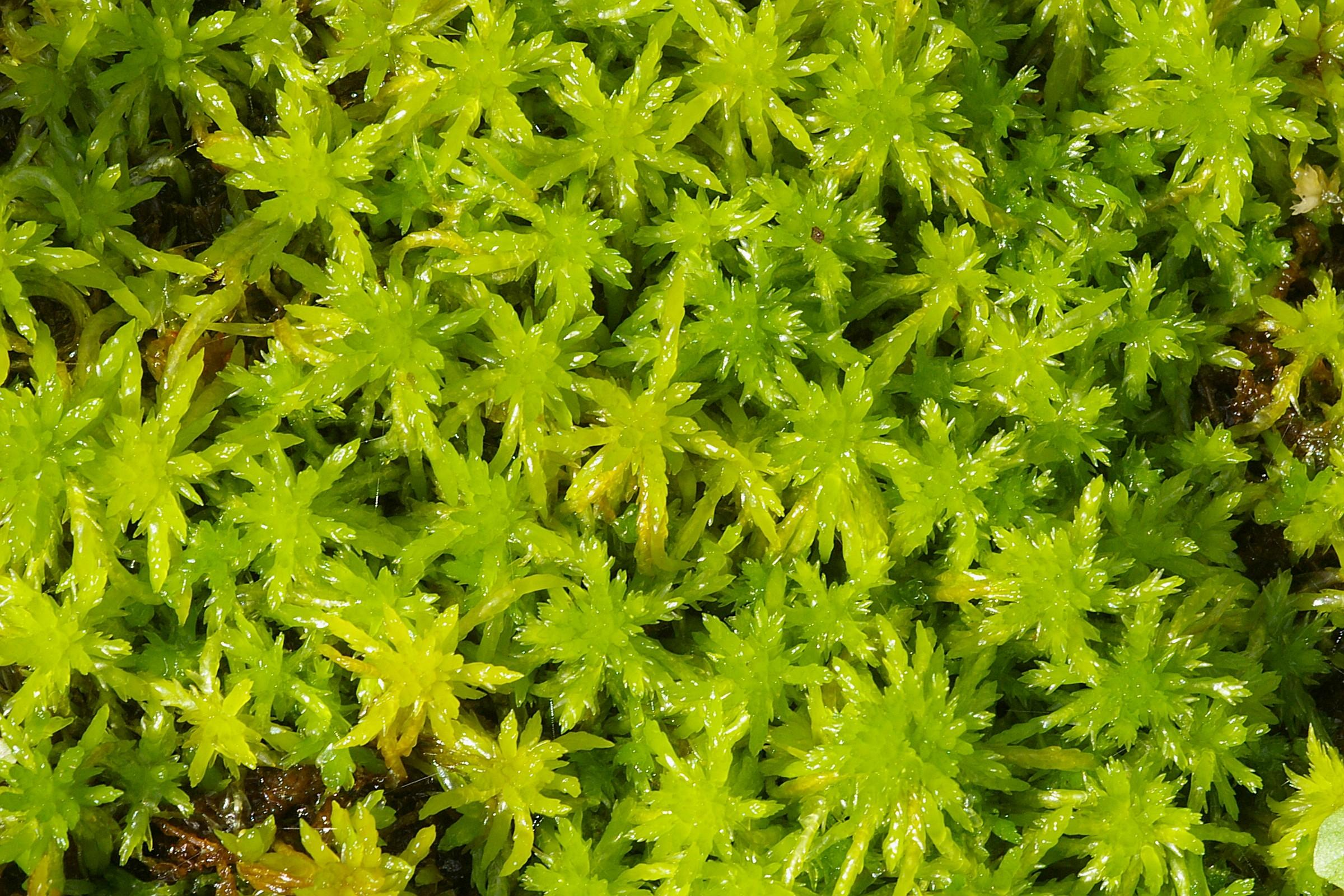
La Sphaigne fallax.

## Personnalités liées à la commune

Personnalités liées à Ascain.
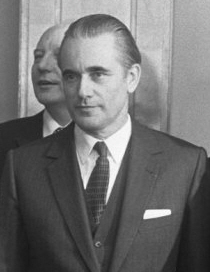
Jacques Chaban-Delmas.
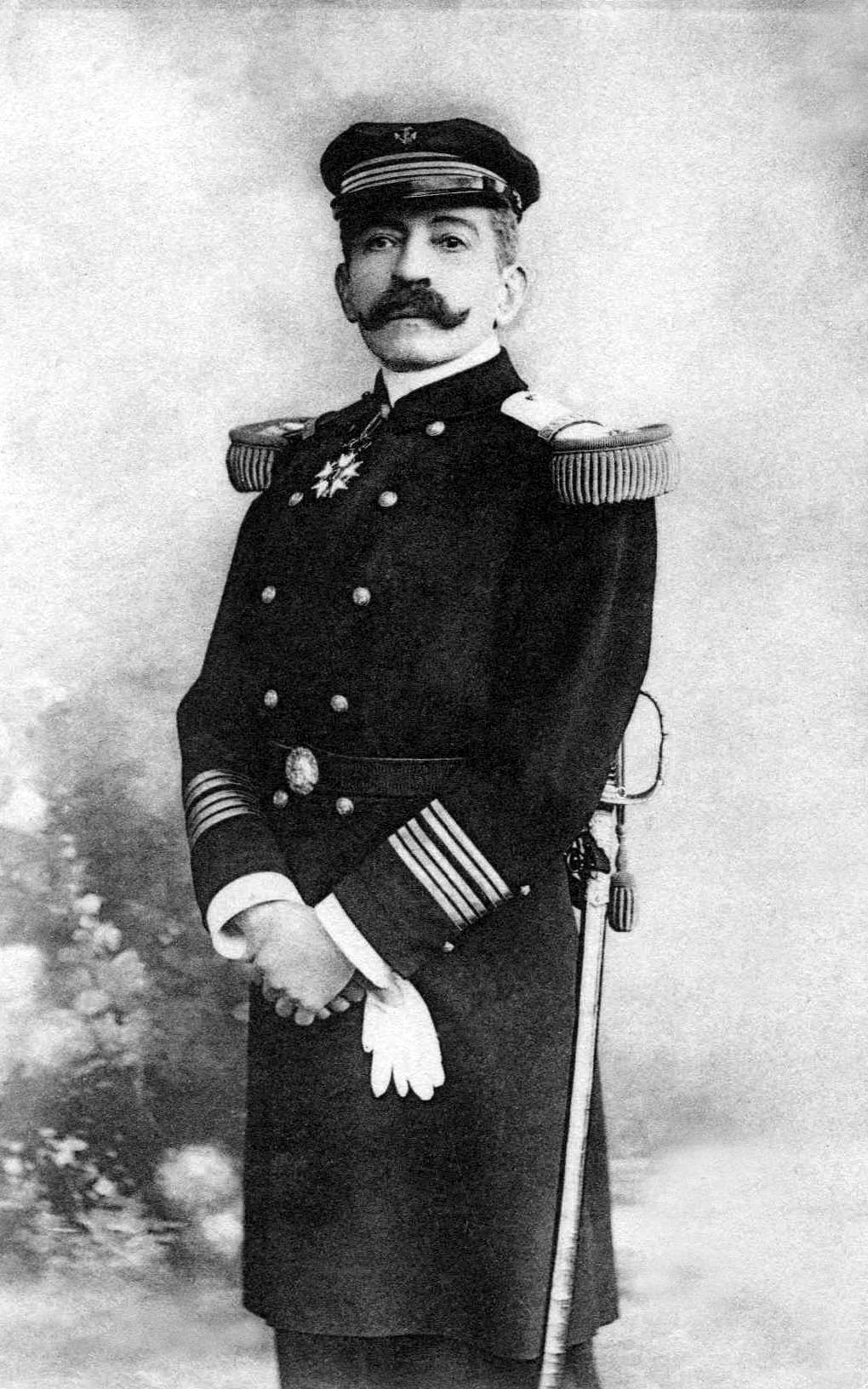
Pierre Loti.
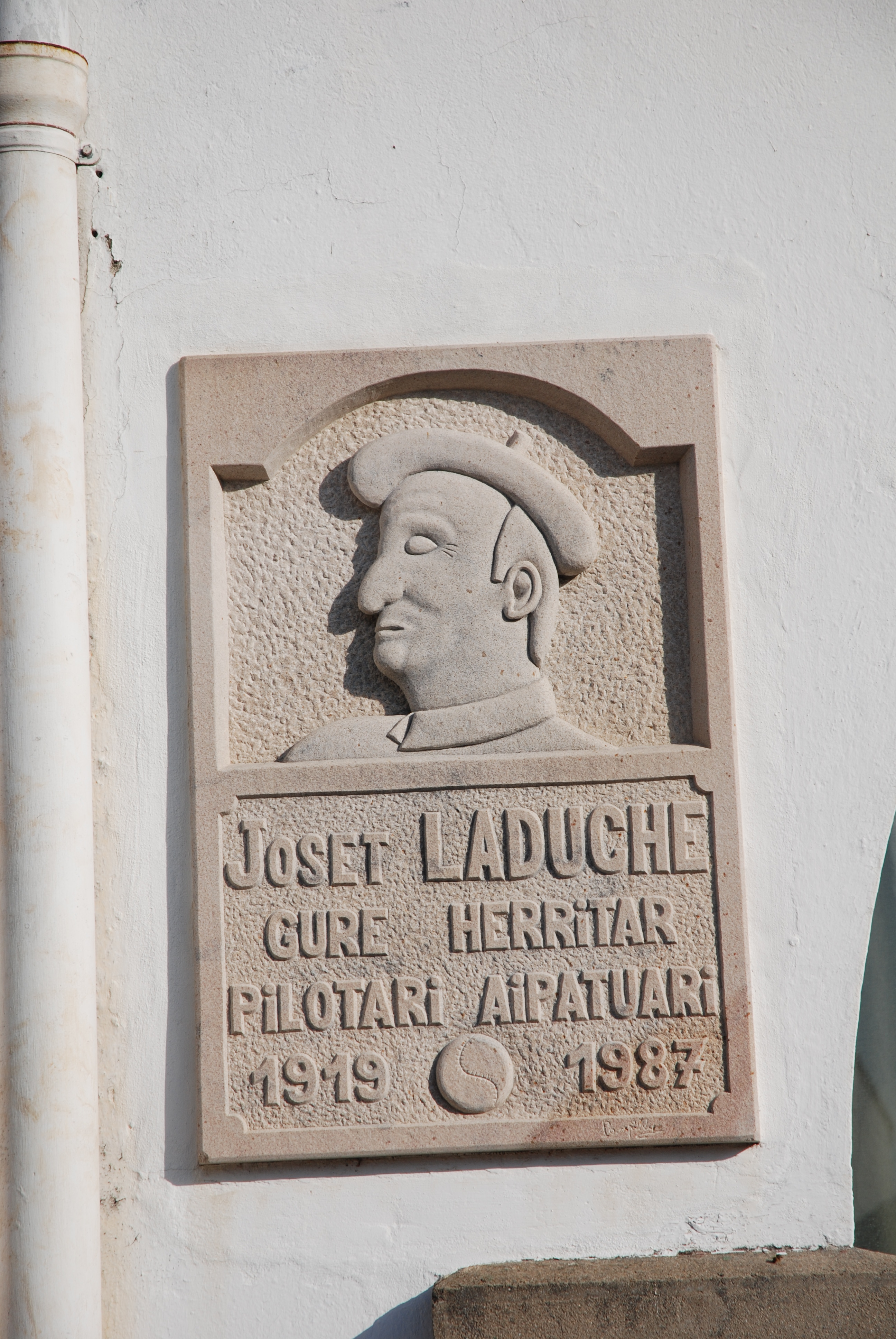
Joseph Laduche.
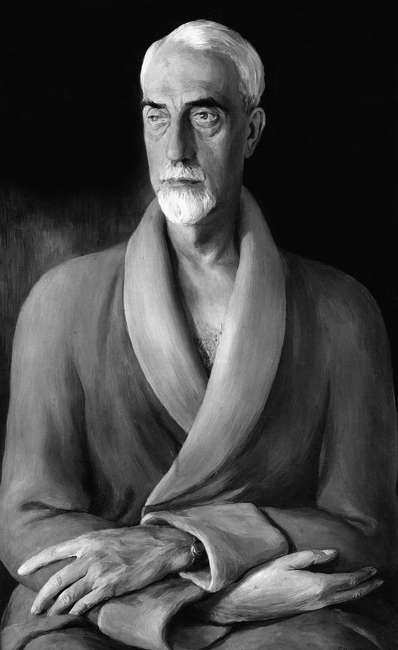
Ernest Fourneau.
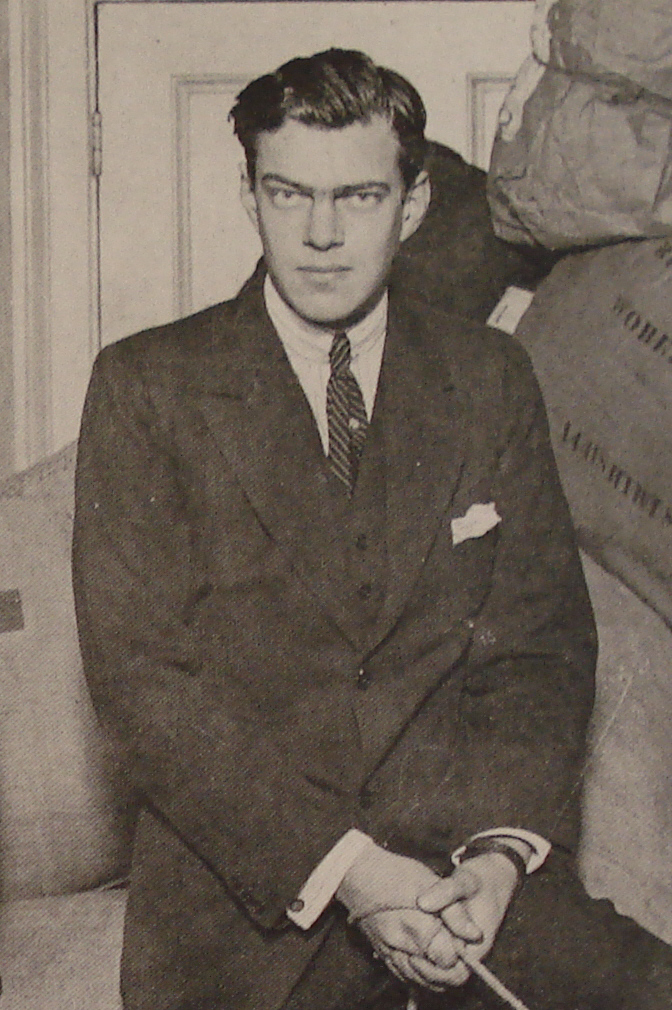
Fiodor Alexandrovitch de Russie.

Outre les individualités qui seront listées ensuite, Ascain se caractérise par deux communautés particulières qu'il convient de remarquer. En effet la commune a été un creuset qui a donné naissance ou qui a inspiré nombre d’écrivains au cours des siècles ;  d’autre part, Ascain a été une pépinière de joueurs de pelote basque. Ascain ayant été le théâtre d’affrontements meurtriers lors de la guerre de succession d'Espagne, deux noms de généraux demeurent liés à la commune où ils furent mortellement blessés, ceux de Lubin Martin Vandermaesen et de Nicolas François Conroux.

### Hommes de lettres

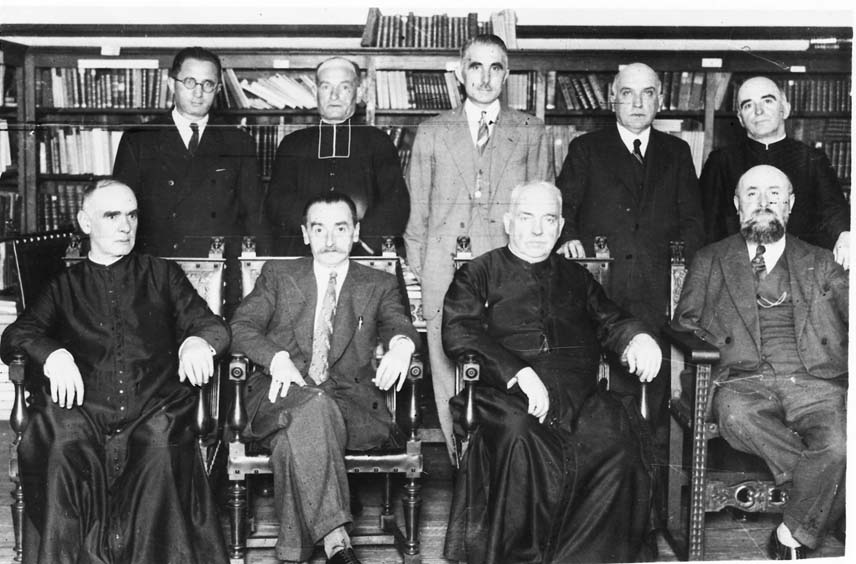
Réunion en 1927 à l'Euskaltzaindia. À l’arrière : Orixe, Jean Elizalde, Seber Altube, Julio Urquijo et Erramun Olabide. Au premier rang : Juan Bautista Eguzkitza, Bonifazio Etxegarai, Resurreccion Maria Azkue et Georges Lacombe.

Jean-Baptiste Du Halde est né en 1674 à Ascain. Historien jésuite, secrétaire de Michel Le Tellier, confesseur de Louis XIV, il est connu surtout pour sa Description géographique, historique, chronologique, politique et physique de l’Empire de la Chine et de la Tartarie chinoise, ouvrage en quatre volumes paru en 1735.
La famille Chourio, notaires de père en fils, donna naissance, outre à Martin qui en 1656 prit la tête d’une insurrection (voir le paragraphe ci-dessus intitulé Temps modernes), mais également à Pierre Chourio, qui fut au XVIIe siècle un théologien du collège des Jésuites de Bordeaux dont Honoré Tournely disait : « si j’avais connu la théologie du Père Chourio, je n’aurais jamais fait paraître la mienne, la sienne vaut mieux ». Michel de Chourio, curé de Saint-Jean-de-Luz de 1701 à 1718, traduisit en basque l'Imitation de Jésus-Christ (Jésu Christoren Imitacionea) qui fut réédité six fois.
Deux autres natifs d’Ascain doivent être mentionnés, Jean Duhalde (1696 - 1781) et Jean-Martin de Hiribarren (1810 - 1866), tous deux des ecclésiastiques érudits et écrivains en basque et en français.
Autre natif d’Ascain, Jean Élissalde (Elizalde en basque ; 1883 - 1961) est un écrivain, prêtre, poète et académicien de langue basque. Outre ses talents d’écrivain et de journaliste, il est connu pour ceux de lexicographe (recueils de nom d’oiseaux, de fleurs et de plantes).
Pierre Loti, de son vrai nom Louis Marie Julien Viaud, naît le 14 janvier 1850 à Rochefort et meurt le 10 juin 1923 à Hendaye. En 1899, il est lieutenant de vaisseau commandant la canonnière Javelot, stationnaire de la Bidassoa à Hendaye. Il découvre Ascain et s’installe à l’hôtel de-la-Rhune pour écrire le roman Ramuntcho, dans lequel il transpose certains des personnages qu’il fréquente dans le village, tel Jean-Pierre Borda, célèbre joueur de pelote basque, plus connu sous le pseudonyme d’Otharre, qui deviendra le personnage de Raymond, contrebandier à ses heures, berger et pêcheur. Dans un genre proche de la littérature qui fait appel à l’improvisation, Marie-Louise Osorio, d'Ascain, est une bertsulari, célèbre pour son duo avec Pierre Ibarrart en 1869.

### Joueurs de pelote basque

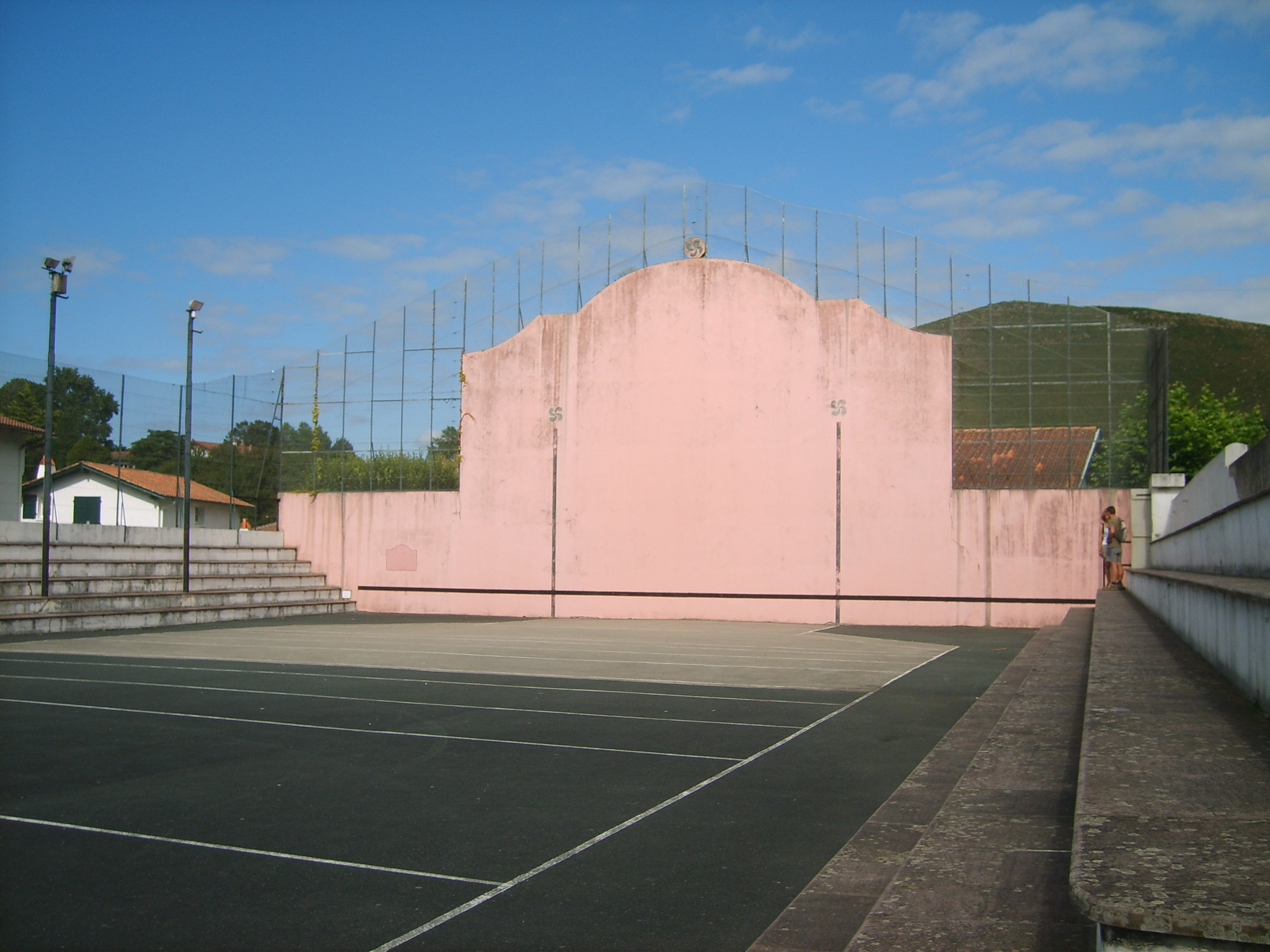
Nouveau fronton d'Ascain.

Le manniste (joueur de pelote basque à main nue) Pampi Laduche est la personnalité la plus connue parmi les pelotari d’Ascain. Il y est né en 1955 et devient champion du monde amateur à Montevideo (Uruguay) en 1974. Il est le fils de Joseph Laduche, né à Ascain en 1919, lui-même champion de France en 1941. Son frère aîné, Philippe Laduche, né au village en 1946, est sacré champion du monde de pelote basque en trinquet en 1970 à Saint-Sébastien. Martine, née en 1960 à Ascain, sœur de Pampi et Philippe Laduche, est une joueuse de pelote basque à panla ancha et main nue, championne de France.
D’autres joueurs issus d’Ascain se sont rendus célèbres dès le XIXe siècle, tel que Jean-Pierre Borda, dit « Otharré » (1866 - 1922), joueur de pelote basque au rebot et à main nue. Ami de Pierre Loti, il lui inspira l'un des personnages de Ramuntcho.

### Autres
- Johannes de Sossiondo, né à Ascain, fut évêque de Bayonne de 1566 à 1578[145] ;
- Ernest Fourneau, né à Biarritz en 1872, mort à Ascain en 1949, est le fondateur de la chimie thérapeutique française. Une rue de la commune porte son nom ;
- Fiodor Alexandrovitch, prince de Russie, né le 23 décembre 1898 à Saint-Pétersbourg (Russie), est mort le 30 novembre 1968 à Ascain. Il est inhumé dans le cimetière d'Urrugne ;
- Maurice Abeberry né à Biarritz en 1926 et mort à Ascain en 1988, est un docteur en droit, avocat, dirigeant sportif et mélomane ;
- Jacques Chaban-Delmas, né en 1915 à Paris où il meurt en 2000, ancien maire de Bordeaux, Premier ministre, président d'honneur de l'Assemblée nationale, général de la Résistance, repose dans le cimetière d'Ascain où il possédait une résidence secondaire dès 1970.
- Michel Dupuch, né en 1931 et décédé en 2024, ancien Ambassadeur de France et conseiller Afrique du Président de la République Jacques Chirac.

## Héraldique, logotype et devise
| Blason | Blasonnement : D'or au chêne de sinople terrassé du même, fruité d'or, fûté au naturel et au sanglier de sable brochant sur le fût ; à la bordure de gueules chargée de huit flanchis d'or. Commentaires : armes adoptées le 26 juin 1988. |

Ces armoiries furent enregistrées pour la première fois le 5 juillet 1505 par Juan de Agorreta Ascanio, seigneur d'Agorreta et Ascain.